# 1959
| [ Edytuj tabelę ]                                                | |
| Przewodniczący Rady Państwa                                      | - 1952 Aleksander Zawadzki 1964 |
| Premier Polski                                                   | - 1954 Józef Cyrankiewicz 1970 |
| Prezydent Polski na uchodźstwie                                  | - 1947 August Zaleski 1972 |
| Premier rządu RP na uchodźstwie                                  | - 1955 Antoni Pająk 1965 |
| I sekretarz KC PZPR                                              | - 1956 Władysław Gomułka 1970 |
| Król Afganistanu                                                 | - 1933 Mohammad Zaher Szah 1973 |
| Premier Afganistanu                                              | - 1953 Mohammad Daud Chan 1963 |
| Przywódca Albanii                                                | - 1944 Enver Hoxha 1985 |
| Premier Albanii                                                  | - 1954 Mehmet Shehu 1981 |
| Współksiążęta Andory                                             | - 1943 Ramón Iglesias i Navarri 1969 - 1954 René Coty 1959 - 1959 Charles de Gaulle 1969                                                                         |
| Król Arabii Saudyjskiej                                          | - 1953 Su’ud ibn Abd al-Aziz Al Su’ud 1964 |
| Prezydent Argentyny                                              | - 1958 Arturo Frondizi 1962 |
| Premier Australii                                                | - 1949 Robert Menzies 1966 |
| Prezydent Austrii                                                | - 1957 Adolf Schärf 1965 |
| Kanclerz Austrii                                                 | - 1953 Julius Raab 1961 |
| Prezydent Birmy                                                  | - 1957 Win Maung 1962 |
| Premier Birmy                                                    | - 1958 Ne Win 1960 |
| Król Belgów                                                      | - 1951 Baudouin 1993 |
| Premier Belgii                                                   | - 1958 Gaston Eyskens 1961 |
| Król Bhutanu                                                     | - 1952 Jigme Dorji Wangchuck 1972 |
| Premier Bhutanu                                                  | - 1952 Jigme Palden Dorji 1964 |
| Prezydent Boliwii                                                | - 1956 Hernán Siles Zuazo 1960 |
| Prezydent Brazylii                                               | - 1956 Juscelino Kubitschek 1961 |
| Sułtan Brunei                                                    | - 1950 Omar Ali Saifuddien III 1967 |
| Przywódca Bułgarii                                               | - 1954 Todor Żiwkow 1989 |
| Premier Bułgarii                                                 | - 1956 Anton Jugow 1962 |
| Prezydent Chile                                                  | - 1958 Jorge Alessandri 1964 |
| Przewodniczący ChRL                                              | - 1949 Mao Zedong 1959 - 1959 Liu Shaoqi 1968 |
| Premier Chin                                                     | - 1949 Zhou Enlai 1976 |
| Premier Czadu                                                    | - 1959 François Tombalbaye 1960 |
| Prezydent Czechosłowacji                                         | - 1957 Antonín Novotný 1968 |
| Premier Czechosłowacji                                           | - 1953 Viliam Široký 1963 |
| Król Danii                                                       | - 1947 Fryderyk IX 1972 |
| Premier Danii                                                    | - 1955 Hans Christian Hansen 1960 |
| Dalajlama                                                        | - 1940 Tenzin Gjaco |
| Prezydent Dominikany                                             | - 1952 Héctor Trujillo 1960 |
| Premier Egiptu                                                   | - 1954 Gamal Abdel Naser 1961 - 1958 Nur ad-Din Tarraf 1960 |
| Prezydent Ekwadoru                                               | - 1956 Camilo Ponce Enríquez 1960 |
| Cesarz Etiopii                                                   | - 1941 Hajle Syllasje 1974 |
| Premier Etiopii                                                  | - 1957 Abbebe Aregaj 1960 |
| Przew. Komisji Europejskiej                                      | - 1958 Walter Hallstein (Niemcy) 1967 |
| Prezydent Filipin                                                | - 1957 Carlos Garcia 1961 |
| Prezydent Finlandii                                              | - 1956 Urho Kekkonen 1981 |
| Premier Finlandii                                                | - 1958 Karl-August Fagerholm 1959 - 1959 Jussi Sukselainen 1961                                                                                                  |
| Prezydent Francji                                                | - 1954 René Coty 1959 - 1959 Charles de Gaulle 1969 |
| Premier Francji                                                  | - 1958 Charles de Gaulle 1959 - 1959 Michel Debré 1962 |
| Król Grecji                                                      | - 1947 Paweł I 1964 |
| Premier Grecji                                                   | - 1958 Konstandinos Karamanlis 1961 |
| Prezydent Gwatemali                                              | - 1958 Miguel Ydígoras Fuentes 1963 |
| Prezydent Gwinei                                                 | - 1958 Ahmed Sekou Touré 1984 |
| Prezydent Haiti                                                  | - 1957 François Duvalier 1971 |
| Regent Hiszpanii                                                 | - 1947 Francisco Franco 1975 |
| Premier Hiszpanii                                                | - 1939 Francisco Franco 1973 |
| Król Holandii                                                    | - 1948 Juliana 1980 |
| Premier Holandii                                                 | - 1958 Louis Beel 1959 - 1959 Jan de Quay 1963 |
| Prezydent Hondurasu                                              | - 1957 José Ramón Villeda Morales 1963 |
| Szach Iranu                                                      | - 1941 Mohammad Reza Pahlawi 1979 |
| Premier Iranu                                                    | - 1957 Manuczehr Eghbal 1960 |
| Prezydent Iraku                                                  | - 1958 Muhammad Nadżib ar-Rubaji 1963 |
| Premier Iraku                                                    | - 1958 Abd al-Karim Kasim 1963 |
| Prezydent Indii                                                  | - 1950 Rajendra Prasad 1962 |
| Premier Indii                                                    | - 1947 Jawaharlal Nehru 1964 |
| Prezydent Indonezji                                              | - 1945 Sukarno 1967 |
| Prezydent Irlandii                                               | - 1945 Seán O’Kelly 1959 - 1959 Éamon de Valera 1973 |
| Premier Irlandii                                                 | - 1957 Éamon de Valera 1959 - 1959 Seán Lemass 1966 |
| Prezydent Islandii                                               | - 1952 Ásgeir Ásgeirsson 1968 |
| Premier Islandii                                                 | - 1958 Emil Jónsson 1959 - 1959 Ólafur Thors 1961 |
| Prezydent Izraela                                                | - 1952 Jicchak Ben Cewi 1963 |
| Premier Izraela                                                  | - 1955 Dawid Ben Gurion 1963 |
| Cesarz Japonii                                                   | - 1926 Hirohito 1989 |
| Premier Japonii                                                  | - 1957 Nobusuke Kishi 1960 |
| Król Jordanii                                                    | - 1952 Husajn 1999 |
| Premier Jordanii                                                 | - 1958 Samir ar-Rifa’i 1959 - 1959 Hazza al-Madżali 1960 |
| Prezydent Jugosławii                                             | - 1953 Josip Broz Tito 1980 |
| Premier Jugosławii                                               | - 1945 Josip Broz Tito 1963 |
| Król Kambodży                                                    | - 1955 Norodom Suramarit 1960 |
| Premier Kambodży                                                 | - 1958 Norodom Sihanouk 1960 |
| Premier Kanady                                                   | - 1957 John Diefenbaker 1963 |
| Prezydent Kolumbii                                               | - 1958 Alberto Lleras Camargo 1962 |
| Patriarcha Konstantynopola                                       | - 1948 Atenagoras I 1972 |
| Prezydent Korei Południowej                                      | - 1948 Rhee Syng-man 1960 |
| Premier KRLD                                                     | - 1948 Kim Il Sŏng 1972 |
| Prezydent Kostaryki                                              | - 1958 Mario Echandi Jiménez 1962 |
| Prezydent Kuby                                                   | - 1952 Fulgencio Batista 1959 - 1959 Anselmo Alliegro 1959 - 1959 Carlos Manuel Piedra 1959 - 1959 Manuel Urrutia Lleó 1959 - 1959 Osvaldo Dorticós Torrado 1976 |
| Premier Kuby                                                     | - 1958 Gonzalo Güell 1959 - 1959 José Miró Cardona 1959 - 1959 Fidel Castro 1976                                                                                 |
| Król Laosu                                                       | - 1946 Sisavang Vong 1959 - 1959 Savang Vatthana 1975 |
| Prezydent Libanu                                                 | - 1958 Fuad Szihab 1964 |
| Premier Libanu                                                   | - 1958 Raszid Karami 1960 |
| Prezydent Liberii                                                | - 1944 William Tubman 1971 |
| Król Libii                                                       | - 1951 Idris I 1969 |
| Premier Libii                                                    | - 1957 Abd al-Madżid Kubar 1960 |
| Książę Liechtensteinu                                            | - 1938 Franciszek Józef II 1989 |
| Premier Liechtensteinu                                           | - 1945 Alexander Frick 1962 |
| Premier Litwyna emigracji                                        | - 1940 Stasys Lozoraitis 1983 |
| Wielki książę Luksemburga                                        | - 1919 Szarlotta 1964 |
| Premier Luksemburga                                              | - 1958 Pierre Frieden 1959 - 1959 Pierre Werner 1974 |
| Król Malezji                                                     | - 1957 Tuanku Abdul Rahman ibni Almarhum Tuanku Muhammad 1960 |
| Premier Malezji                                                  | - 1957 Tunku Abdul Rahman 1970 |
| Król Maroka                                                      | - 1957 Muhammad V 1961 |
| Premier Maroka                                                   | - 1958 Abdallah Ibrahim 1960 |
| Prezydent Meksyku                                                | - 1958 Adolfo López Mateos 1964 |
| Książę Monako                                                    | - 1949 Rainier III 2005 |
| Minister stanu Monako                                            | - 1953 Henry Soum 1959 - 1959 Émile Pelletier 1962 |
| Przewodniczący Prezydium Wielkiego Churału Państwowego Mongolii  | - 1954 Dżamsrangijn Sambuu 1960 |
| Premier Mongolii                                                 | - 1952 Jumdżaagijn Cedenbal 1974 |
| Sekretarz generalny NATO                                         | - 1957 Paul-Henri Spaak (Belgia) 1961 |
| Król Nepalu                                                      | - 1955 Mahendra 1972 |
| Premier Nepalu                                                   | - 1958 Subarna Shamsher Rana 1959 - 1959 Bishweshwar Prasad Koirala 1960                                                                                         |
| Prezydent Niemiec                                                | - 1949 Theodor Heuss 1959 - 1959 Heinrich Lübke 1969 |
| Kanclerz Niemiec                                                 | - 1949 Konrad Adenauer 1963 |
| Prezydent Nikaragui                                              | - 1956 Luis Somoza Debayle 1963 |
| Król Norwegii                                                    | - 1957 Olaf V 1991 |
| Premier Norwegii                                                 | - 1955 Einar Gerhardsen 1963 |
| Premier Nowej Zelandii                                           | - 1957 Walter Nash 1960 |
| Prezydent NRD                                                    | - 1949 Wilhelm Pieck 1960 |
| Premier NRD                                                      | - 1949 Otto Grotewohl 1964 |
| Sułtan Omanu                                                     | - 1932 Sa’id ibn Tajmur 1970 |
| Sekretarz generalny ONZ                                          | - 1953 Dag Hammarskjöld (Szwecja) 1961 |
| Prezydent Pakistanu                                              | - 1958 Muhammad Ayub Khan 1969 |
| Premier Pakistanu                                                | - 1958 urząd zniesiony 1971 |
| Prezydent Panamy                                                 | - 1956 Ernesto de la Guardia 1960 |
| Papież                                                           | - 1958 Jan XXIII 1963 |
| Prezydent Paragwaju                                              | - 1954 gen. Alfredo Stroessner 1989 |
| Prezydent Peru                                                   | - 1956 Manuel Prado Ugarteche 1962 |
| Premier Południowej Afryki                                       | - 1958 Hendrik Frensch Verwoerd 1966 |
| Prezydent Portugalii                                             | - 1958 Américo Tomás 1974 |
| Premier Portugalii                                               | - 1932 António de Oliveira Salazar 1968 |
| Sekretarz generalny Rady Europy                                  | - 1957 Lodovico Benvenuti (Włochy) 1964 |
| Prezydent Rumunii                                                | - 1958 Ion Gheorghe Maurer 1961 |
| Premier Rumunii                                                  | - 1955 Chivu Stoica 1961 |
| Prezydent Salwadoru                                              | - 1956 José María Lemus 1960 |
| Premier Samoa                                                    | - 1959 Mataʻafa Mulinuʻu II 1970 |
| Kapitanowie regenci San Marino                                   | - 1958 Domenico Forcellini Pietro Reffi 1959 - 1959 Marino Benedetto Belluzzi Agostino Biordi 1959 - 1959 Giuseppe Forcellini Ferruccio Piva 1960                |
| Sekretarz Stanu do spraw Politycznych i Zagranicznych San Marino | - 1957 Federico Bigi 1972 |
| Premier Somalii                                                  | - 1956 Abdullahi Issa 1960 |
| Premier Sri Lanki                                                | - 1956 Solomon Bandaranaike 1959 - 1959 Wijeyananda Dahanayake 1960                                                                                              |
| Prezydent Sudanu                                                 | - 1958 Ibrahim Abbud 1964 |
| Premier Sudanu                                                   | - 1958 Ibrahim Abbud 1964 |
| Prezydent Szwajcarii                                             | - 1959 Paul Chaudet 1959 |
| Król Szwecji                                                     | - 1950 Gustaw VI Adolf 1973 |
| Premier Szwecji                                                  | - 1946 Tage Erlander 1969 |
| Król Tajlandii                                                   | - 1946 Bhumibol Adulyadej 2016 |
| Premier Tajlandii                                                | - 1958 Sarit Thanarat 1963 |
| Prezydent Tajwanu                                                | - 1950 Czang Kaj-szek 1975 |
| Król Tonga                                                       | - 1918 Salote Tupou III 1965 |
| Premier Tonga                                                    | - 1949 Taufaʻahau Tupou IV 1965 |
| Prezydent Tunezji                                                | - 1957 Habib Burgiba 1987 |
| Premier Tunezji                                                  | - 1957 urząd zniesiony 1969 |
| Prezydent Turcji                                                 | - 1950 Celâl Bayar 1960 |
| Premier Turcji                                                   | - 1950 Adnan Menderes 1960 |
| Prezydent Urugwaju                                               | - 1955 Narodowa Rada Rządowa 1967 |
| Prezydent USA                                                    | - 1953 Dwight Eisenhower 1961 |
| Prezydent Wenezueli                                              | - 1958 Edgar Sanabria 1959 - 1959 Rómulo Betancourt 1964 |
| Prezydent Węgier                                                 | - 1952 István Dobi 1967 |
| Premier Węgier                                                   | - 1958 Ferenc Münnich 1961 |
| Monarcha Wielkiej Brytanii                                       | - 1952 Elżbieta II 2022 |
| Premier Wielkiej Brytanii                                        | - 1957 Harold Macmillan 1963 |
| Prezydent Wietnamu Północnego                                    | - 1945 Hồ Chí Minh 1969 |
| Premier Wietnamu Północnego                                      | - 1955 Phạm Văn Đồng 1976 |
| Prezydent Wietnamu Południowego                                  | - 1955 Ngô Đình Diệm 1963 |
| Prezydent Włoch                                                  | - 1955 Giovanni Gronchi 1962 |
| Premier Włoch                                                    | - 1958 Amintore Fanfani 1959 - 1959 Antonio Segni 1960 |
| Prezydent Zjednoczonej Republiki Arabskiej                       | - 1958 Gamal Abdel Naser 1961 |
| Premier Zjednoczonej Republiki Arabskiej                         | - 1958 Nur ad-Din Kahhala 1960 |
| Przywódca ZSRR                                                   | - 1953 Nikita Chruszczow 1964 |
| Premier ZSRR                                                     | - 1958 Nikita Chruszczow 1964 |

Rok 1959 / MCMLIX
stulecia: XIX wiek ~
XX wiek ~
XXI wiek

dziesięciolecia:
1920–1929 •
1930–1939 •
1940–1949 •
1950–1959
• 1960–1969
• 1970–1979
• 1980–1989

lata: 1949 «
1954 «
1955 «
1956 «
1957 «
1958 «
1959
» 1960
» 1961
» 1962
» 1963
» 1964
» 1969

## Wydarzenia w Polsce
- 1 stycznia:
  - Zarząd Główny Polskiego Związku Żeglarskiego powołał do istnienia Centralny Ośrodek Żeglarstwa Polskiego Związku Żeglarskiego im. Andrzeja Benesza w Trzebieży nad Zalewem Szczecińskim.
  - Frombork, Kazimierza Wielka i Przemków uzyskały prawa miejskie.
  - Połączenie miast Ruda i Nowy Bytom i utworzenie miasta Ruda Śląska.
- 5 stycznia – Komitet Ekonomiczny Rady Ministrów podjął decyzję o budowie rafinerii w Płocku.
- 12 stycznia – odbyła się premiera filmu wojennego Jerzego Passendorfera Zamach – rekonstrukcja udanego zamachu AK na szefa policji SS, generała Kutscherę, zwanego „katem Warszawy” przeprowadzonego 1 lutego 1944.
- 16 stycznia – powstały Kampinoski i Karkonoski Park Narodowy.
- 21 stycznia – domniemana, niepotwierdzona katastrofa UFO w porcie w Gdyni.
- 3 lutego – z Kanady wróciła do kraju część skarbów narodowych, m.in. Szczerbiec, Kronika polska Galla Anonima i insygnia koronacyjne.
- 7 lutego – odbyła się premiera filmu Orzeł.
- 10 lutego:
  - utworzono regionalny ośrodek Telewizji Polskiej w Gdańsku.
  - ustanowiono herb Koszalina.
- 14 lutego – weszła w życie umowa o ostatecznym wytyczeniu polsko-czechosłowaskiej granicy państwowej.
- 18 lutego – utworzono Komitet Obrony Kraju.
- 8 marca – otwarcie linii tramwajowej w Częstochowie.
- 10 marca – rozpoczął się III Zjazd PZPR.
- 16 marca – w Słupsku zlikwidowano komunikację tramwajową.
- 4 kwietnia – Polskie Radio rozpoczęło regularne nadawanie audycji w języku esperanto.
- 8 kwietnia – 9 górników zginęło w wybuchu metanu w KWK Moszczenica w Jastrzębiu-Zdroju.
- 14 czerwca:
  - Edmund Piątkowski podczas Memoriału Kusocińskiego na Stadionie Dziesięciolecia w Warszawie ustanowił rekord świata w rzucie dyskiem wynikiem 59,91 m.
  - w Warszawie, sprinter Marian Foik ustanowił rekord Polski w biegu na 200 m wynikiem 20,9 s.
- 17 czerwca – uchwalono ustawę o prawie łowieckim.
- 27 czerwca – w Warszawie, Beata Żbikowska ustanowiła rekord Polski w biegu na 400 m wynikiem 57,2 s.
- 28 czerwca – w rozegranym na Stadionie Śląskim w Chorzowie meczu eliminacyjnym do I Mistrzostw Europy w Piłce Nożnej Polska przegrała z Hiszpanią 2:4.
- 2 lipca – minister zdrowia wydał rozporządzenie o wprowadzeniu książeczek zdrowia dziecka.
- 15 lipca – elektryk Stanisław Jaros usiłował w Sosnowcu dokonać zamachu na konwój z Władysławem Gomułką i Nikitą Chruszczowem.
- 24 lipca – rozpoczęcie w Lublinie produkcji seryjnej samochodu dostawczego FSC Żuk (zakończenie 13 lutego 1998).
- 31 lipca – Ministerstwo Handlu Wewnętrznego PRL ogłosiło zarządzenie, zgodnie z którym poniedziałek stał się „dniem bezmięsnym”.
- 2–5 sierpnia – oficjalna wizyta wiceprezydenta USA Richarda Nixona w Polsce.
- 10 sierpnia – premiera filmu Baza ludzi umarłych.
- 20 sierpnia – minister obrony narodowej wydał rozkaz o rozformowaniu Wojskowego Korpusu Górniczego.
- 30 sierpnia – w Tatrach Zachodnich została odkryta jaskinia Śnieżna Studnia.
- 31 sierpnia – premiera filmu Inspekcja pana Anatola.
- 5 września – otwarto Śląskie Wesołe Miasteczko, największe wesołe miasteczko w Polsce.
- 6 września – odbyła się premiera filmu Pociąg w reżyserii Jerzego Kawalerowicza.
- 8 września – Stefan Lewandowski ustanowił rekord Polski w biegu na 1500 m wynikiem 3.41,0 s.
- 9 września – Roman Polański ożenił się z aktorką Barbarą Kwiatkowską.
- 20 września – Stefan Lewandowski ustanowił rekord Polski w biegu na 800 m wynikiem 1.46,5 s.
- 27 września – odbyła się premiera filmu Lotna.
- 7 października – w warszawskim Kościele św. Augustyna doszło do tak zwanego Cudu na Nowolipkach.
- 14 października – Rybnik: spłonęła północna wieża bazyliki św. Antoniego.
- 3 listopada – premiera filmu Awantura o Basię.
- 6 listopada – Zbigniew Skolicki został prezydentem Krakowa.
- 16 listopada – premiera filmu Kamienne niebo.
- 27 listopada – założono Towarzystwo Przyjaciół Łodzi.
- 10 grudnia – Sejm przyjął ustawę o Służbie Więziennej.
- 19 grudnia – otwarto Autostradę Poznańską w Szczecinie.
- 23 grudnia – premiera filmu Cafe pod Minogą.
- 28 grudnia – decyzją ministerstwa przemysłu ciężkiego powołano przedsiębiorstwo państwowe Kombinat Górniczo-Hutniczy Miedzi w Lubinie.
- 31 grudnia – Karczew, Karpacz i Szklarska Poręba otrzymały prawa miejskie.
- Połączono miasto Nowy Bytom i miasto Ruda w miasto Ruda Śląska.

## Wydarzenia na świecie
- 1 stycznia:
  - rewolucja kubańska: na Kubie Fidel Castro obalił dyktatora Fulgencia Batistę.
  - Francja objęła prezydencję w Radzie Unii Europejskiej.
- 2 stycznia:
  - rewolucja kubańska: Fidel Castro na przedmieściach Hawany.
  - z kosmodromu Bajkonur Rosjanie wystrzelili bezzałogową sondę księżycową „Łuna 1” („Łunnik 1”, „Mieczta”), która ominęła Księżyc z odległość 6000 km i weszła na orbitę heliocentryczną.
- 3 stycznia:
  - Alaska została 49 stanem USA.
  - mieszkańcy południowych atoli Malediwów ogłosili niezależność od rządów brytyjskich i powołali Zjednoczoną Republikę Suwadiwów.
- 4 stycznia:
  - rewolucja kubańska: powstańcy pod wodzą Che Guevara i Camilo Cienfuegos wkroczyli do Hawany.
  - radziecka sonda kosmiczna Łuna 1 minęła powierzchnię Księżyca w odległości 6 tys. km.
- 7 stycznia – USA jako pierwszy kraj na świecie uznały kubański rząd Fidela Castro.
- 8 stycznia:
  - generał Charles de Gaulle po raz pierwszy objął urząd Prezydenta Republiki Francuskiej.
  - rewolucja kubańska: oddziały Fidela Castro wkroczyły do Hawany.
- 12 stycznia – w Detroit powstała jedna z najważniejszych wytwórni płytowych w historii muzyki rozrywkowej, Motown Records. Pod jej skrzydłami pierwsze kroki stawiał Michael Jackson, Diana Ross, Stevie Wonder, czy Lionel Richie.
- 16 stycznia – rozpoczęto produkcję radzieckiej limuzyny GAZ-13 Czajka.
- 20 stycznia – dokonano oblotu brytyjskiego samolotu pasażerskiego Vickers Vanguard.
- 21 stycznia – ZSRR przekazał Polsce stację polarną Oazis w Antarktyce. Otrzymała nazwę Stacja im. A.B. Dobrowolskiego.
- 27 stycznia – dokonano oblotu amerykańskiego samolotu pasażerskiego Convair 880.
- 29 stycznia – premiera filmu animowanego Śpiąca królewna.
- 30 stycznia – 40 członków załogi i 55 pasażerów zginęło w wyniku zatonięcia po zderzeniu z górą lodową duńskiego statku MS „Hans Hedtoft”, płynącego z Grenlandii do Kopenhagi.
- 31 stycznia – w Brazylii założono miasto Campo Bom.
- 2 lutego – tragedia na Przełęczy Diatłowa na Uralu (Rosja): w niewyjaśnionych okolicznościach zginęło dziewięcioro uczestników studenckiej ekspedycji.
- 3 lutego:
  - samolot, którym lecieli na koncert Buddy Holly, Ritchie Valens i Jiles Perry Richardson „The Big Bopper” rozbił się kilka minut po starcie w stanie Iowa zabijając wszystkich, dzień ten został nazwany dniem, w którym umarła muzyka (ang. The Day the Music Died).
  - 65 osób zginęło, 8 zostało rannych w katastrofie amerykańskiego samolotu Lockheed Electra w Nowym Jorku.
- 6 lutego:
  - Jack Kilby z firmy Texas Instruments opatentował pierwszy układ scalony.
  - na przylądku Canaveral odbyło się pierwsze udane wystrzelenie rakiety Tytan 1.
- 7 lutego – Amerykanie Robert Timm i John Cook ustanowili na samolocie Cessna 172 rekord w najdłuższym locie z tankowaniem w powietrzu (64 dni 22 godziny 19 minut i 5 sekund).
- 11 lutego – w Zurychu strony konfliktu cypryjskiego zawarły porozumienie pokojowe.
- 15 lutego:
  - Antonio Segni został po raz drugi premierem Włoch.
  - w Danii powstała Socjalistyczna Partia Ludowa (SF).
- 16 lutego – rewolucja kubańska: Fidel Castro został premierem Kuby.
- 17 lutego:
  - został wystrzelony amerykański satelita Vanguard 2.
  - samolot Vickers Viscount 793 z turecką delegacją rządową rozbił się podczas pochodzenia do lądowania na lotnisku Gatwick pod Londynem. Zginęło 14 z 24 osób na pokładzie, wśród ocalonych był premier Adnan Menderes.
- 19 lutego – podczas rozmów pomiędzy Wielką Brytanią, Grecją i Turcją ustalono przyznanie niepodległości Cyprowi.
- 22 lutego – amerykański kierowca Lee Petty wygrał pierwszy wyścig samochodowy Daytona 500 na torze w Daytona Beach na Florydzie.
- 28 lutego – NASA wystrzeliła pierwszego w historii satelitę orbity polarnej Discoverer 1.
- 3 marca:
  - w ZSRR rozpoczęto niszczenie 21 857 teczek personalnych ofiar zbrodni katyńskiej (Notatka Szelepina).
  - została wystrzelona amerykańska sonda księżycowa Pioneer 4.
- 4 marca – amerykańska sonda Pioneer 4 przeleciała w odległości 60 tys. km nad powierzchnią Księżyca.
- 7 marca – Amerykanin Melvin C. Garlow został pierwszym pilotem, który pokonał w powietrzu dystans miliona mil.
- 8 marca – George Lincoln Rockwell założył American Nazi Party (ANP).
- 9 marca – w Nowym Jorku zaprezentowano lalkę Barbie.
- 10 marca:
  - w Tybecie wybuchło antychińskie powstanie, w którym zginęło ok. 86 tys. Tybetańczyków.
  - dokonano oblotu amerykańskiego samolotu szkolno-treningowego Northrop T-38 Talon.
- 11 marca – w Cannes odbył się 4. Konkurs Piosenki Eurowizji; zwyciężyła holenderska piosenka Een Beetje w wykonaniu Teddy Scholten.
- 17 marca – Dalajlama XIV uciekł z Norbulingki, tymczasowej jego rezydencji, wraz z 80 innymi osobami. Rozpoczęła się ucieczka Dalajlamy XIV z Tybetu.
- 18 marca – premiery filmów Pamiętnik Anny Frank w reżyserii George’a Stevensa i westernu Rio Bravo w reżyserii Howarda Hawksa.
- 24 marca – powstał Kubański Instytut Przemysłu i Sztuki Filmowej (ICAIC).
- 28 marca – premier Chin Zhou Enlai wydał dekret rozwiązujący rząd Tybetu.
- 29 marca:
  - w katastrofie lotniczej pod stolicą kraju Bangi zginęło 9 osób, w tym prezydent Republiki Środkowoafrykańskiej Barthélemy Boganda.
  - premiera filmu Pół żartem, pół serio.
  - we francuskim dzienniku Sud-Ouest Dimnache ukazała się pierwsza historyjka o przygodach Mikołajka René Goscinnego i Jean-Jacques’a Sempé.
- 31 marca:
  - XIV Dalajlama Tenzin Gjaco, zmuszony do ucieczki z Tybetu przekroczył granicę Indii, gdzie otrzymał azyl polityczny.
  - oficjalnie zakończyła swą działalność Narodowa Organizacja Cypryjskich Bojowników (EOKA) – nacjonalistyczna organizacja narodowowyzwoleńcza Greków cypryjskich, walcząca z władzą brytyjską na Cyprze oraz o jego wcielenie do Grecji (enosis).
- 1 kwietnia:
  - powstała Czechosłowacka Żegluga Morska.
  - przyjęto flagę Mauretanii.
- 4 kwietnia – utworzono Federację Mali.
- 6 kwietnia – odbyła się 31. ceremonia wręczenia Oscarów.
- 7 kwietnia – w Czechach spadł meteoryt Pribram – pierwszy, którego upadek został sfotografowany.
- 8 kwietnia – założono Międzyamerykański Bank Rozwoju z siedzibą w Waszyngtonie.
- 9 kwietnia – Program Mercury: dokonano wyboru 7 przyszłych astronautów.
- 10 kwietnia – przyszły cesarz Japonii Akihito poślubił Michiko.
- 12 kwietnia – Joachima De Vedruna i Karol z Sezze zostali kanonizowani przez papieża Jan XXIII.
- 15 kwietnia – przywódca Kuby Fidel Castro rozpoczął nieoficjalną, dwunastodniową wizytę w USA.
- 18 kwietnia – założono ukraiński klub piłkarski Krywbas Krzywy Róg.
- 19 kwietnia – otwarto Stadion Bazaly w czeskiej Ostrawie.
- 1 maja – Philibert Tsiranana został pierwszym prezydentem Madagaskaru.
- 3 maja – reprezentant ZSRR Oleg Fiedosiejew ustanowił w Nalczyku rekord świata w trójskoku (16,70 m).
- 4 maja:
  - odbyła się 1. ceremonia wręczenia amerykańskich nagród muzycznych Grammy (za rok 1958).
  - dokonano oblotu szwajcarskiego wielozadaniowego samolotu transportowego Pilatus PC-6.
- 16 maja – Gold Coast w australijskim stanie Queensland uzyskało prawa miejskie.
- 19 maja – Jan de Quay został premierem Holandii.
- 1 czerwca – 60 osób zginęło w katastrofie samolotu Curtiss C-46 Commando w Nikaragui.
- 3 czerwca – Singapur uzyskał autonomię.
- 5 czerwca – Lee Kuan Yew został pierwszym premierem Singapuru.
- 9 czerwca – zwodowano podwodny okręt atomowy USS „George Washington”, pierwszy przenoszący pociski balistyczne.
- 10 czerwca – premiera filmu Hiroszima, moja miłość w reżyserii Alaina Resnais’go.
- 17 czerwca – dokonano oblotu francuskiego naddźwiękowego bombowca Dassault Mirage IV.
- 22 czerwca – otwarto Port lotniczy Kijów-Boryspol.
- 23 czerwca:
  - Seán Lemass został premierem Irlandii.
  - radziecki szpieg atomowy Klaus Fuchs został zwolniony z brytyjskiego więzienia.
- 25 czerwca – Éamon de Valera został prezydentem Irlandii.
- 26 czerwca:
  - otwarto Drogę Wodną Świętego Wawrzyńca w Kanadzie i USA.
  - 68 osób zginęło w katastrofie samolotu Lockheed 1649A pod Mediolanem.
- 27 czerwca – mieszkańcy Hawajów opowiedzieli się w referendum za dołączeniem jako 50. stan do USA.
- 1 lipca – Włochy objęły prezydencję w Radzie Unii Europejskiej.
- 2 lipca – w Brukseli odbył się ślub Alberta Koburga i Paoli, obecnej belgijskiej pary królewskiej.
- 7 lipca – w Zurychu, Niemiec Martin Lauer ustanowił rekord świata w biegu na 110 m ppł. wynikiem 13,2 s.
- 14 lipca – zwodowano pierwszy nawodny okręt o napędzie atomowym USS Long Beach.
- 17 lipca – w Tanzanii w wąwozie Oldoway odkryto szczątki praczłowieka tzw. zinjantropa (znanego obecnie pod nazwą Paranthropus boisei, Leakey 1959), szacowane na ok. 1 700 000 lat.
- 18 lipca – Osvaldo Dorticós Torrado został prezydentem Kuby.
- 24 lipca – na otwarciu amerykańskiej wystawy w Moskwie Richard Nixon i Nikita Chruszczow przeprowadzili ostrą publiczną dyskusję na temat kapitalizmu i komunizmu.
- 31 lipca – została założona ETA.
- 7 sierpnia – został wystrzelony amerykański satelita naukowy Explorer 6.
- 17 sierpnia:
  - ukazał się album Milesa Davisa Kind of Blue.
  - w Parku Narodowym Yellowstone w południowo-zachodniej części stanu Montana doszło do trzęsienia ziemi o sile od 7,3 do 7,5 stopni w skali Richtera. Wstrząsy spowodowały wystąpienie ogromnego osuwiska i śmierć 28 osób oraz zablokowanie koryta rzeki Madison, w rezultacie czego powstało jezioro Earthquake Lake.
- 21 sierpnia – USA: Hawaje jako 50 stan dołączyły do Unii.
- 25 sierpnia – w USA ustanowiono Narodowy Medal Nauki.
- 12 września:
  - wyemitowano pierwszy odcinek Bonanzy.
  - ZSRR wystrzelił w kierunku Księżyca sondę Łuna 2.
- 13 września – sonda Łuna 2 jako pierwszy ziemski obiekt dotarła na Księżyc, rozbijając się o jego powierzchnię.
- 15 września – Nikita Chruszczow jako pierwszy przywódca ZSRR odwiedził Stany Zjednoczone.
- 17 września:
  - pierwszy satelita szpiegowski Transit 1A.
  - odbył się pierwszy lot amerykańskiego samolotu rakietowego X-15.
- 18 września – USA wystrzeliły w kosmos satelitę Vanguard 3.
- 22 września – otwarto połączenie telefoniczne między Europą a USA.
- 24 września – w katastrofie samolotu Douglas DC-7 w Bordeaux zginęły 53 osoby.
- 25 września – w Kolombo został postrzelony przez buddyjskiego mnicha premier Cejlonu Solomon Bandaranaike; zmarł następnego dnia.
- 4 października – wystrzelono sondę księżycową Łuna 3.
- 7 października – radziecka sonda kosmiczna Łuna 3 wykonała pierwsze zdjęcia niewidocznej strony Księżyca.
- 13 października – wystrzelono amerykańskiego satelitę naukowego Explorer 7.
- 15 października:
  - katastrofa lotnicza w Hardinsbergu: transponujący dwie bomby atomowe amerykański bombowiec B-52 zderzył się z samolotem-cysterną. Zginęło 8 osób.
  - ukraiński nacjonalista Stepan Bandera został zamordowany w Monachium przez agenta KGB Bohdana Staszynskiego.
- 21 października – otwarto Muzeum Guggenheima w Nowym Jorku.
- 29 października:
  - dokonano oblotu samolotu pasażerskiego An-24.
  - ukazał się pierwszy komiks z przygodami Asteriksa.
- 18 listopada – premiera monumentalnego filmu kostiumowego Ben-Hur, z Charlstonem Hestonem w roli tytułowej; był to pierwszy, który otrzymał 11 Oscarów, a w stulecie narodzin kina został umieszczony na watykańskiej liście 45 filmów fabularnych za propagowanie szczególnych wartości religijnych.
- 19 listopada – zbankrutowała należąca do Ford Motor Company luksusowa marka Edsel.
- 20 listopada – Zgromadzenie Ogólne ONZ uchwaliło Deklarację Praw Dziecka.
- 21 listopada – 24 osoby zginęły, a 3 zostały ranne w katastrofie należącego do Ariana Afghan Airlines samolotu Douglas DC-4, który rozbił się krótko po starcie z Bejrutu.
- 23 listopada – została przyjęta flaga Nigru.
- 1 grudnia – w Waszyngtonie podpisano Układ Antarktyczny, na mocy którego Antarktyka stała się obszarem międzynarodowych badań i pierwszą w świecie strefą wolną od broni jądrowej; porozumienie obowiązywało przez 30 lat; w 1991 roku zostało odnowione i przedłużone na kolejnych 50 lat, traktat ma być renegocjowany w roku 2041.
- 2 grudnia – 423 osoby zginęły w wyniku runięcia Zapory Malpasset we Francji.
- 4 grudnia – Program Mercury: wystrzelono statek kosmiczny Mercury-Little Joe 2 z rezusem o imieniu Sam na pokladzie.
- 7 grudnia – premiera filmu Tak niewielu.
- 8 grudnia – zatonęła Mona – statek ratunkowy zwodowany w 1935 r.
- 13 grudnia – arcybiskup Makarios III zwyciężył w pierwszych wyborach prezydenckich na Cyprze.
- 17 grudnia – utworzono Strategiczne Wojska Rakietowe ZSRR.
- 26 grudnia – rozpoczęła nadawanie Byłgarska nacionałna telewizija (BNT).
- 29 grudnia – otwarto metro w Lizbonie.
- Powstała francuska firma kosmetyczna Yves Rocher.

## Urodzili się
- 1 stycznia:
  - Azali Assoumani, komoryjski polityk, prezydent Komorów
  - Cevat Güler, turecki piłkarz, trener
  - Panajotis Janakis, grecki koszykarz, trener
  - Ronnie Lester, amerykański koszykarz, działacz klubowy
  - Hubertus Leteng, indonezyjski duchowny katolicki, biskup Ruteng (zm. 2022)
  - Ryszard Mojak, polski prawnik (zm. 2022)
  - Witold Mroziewski, polski piłkarz, trener
  - Michel Onfray, francuski filozof
  - Piotr Pyzik, polski polityk, poseł na Sejm RP
- 2 stycznia:
  - Prudencio Andaya, filipiński duchowny katolicki, biskup, wikariusz apostolski Tabuk
  - Mirosław Boryca, polski koszykarz
  - Wiesław Kot, polski publicysta
  - Josafá Menezes da Silva, brazylijski duchowny katolicki, biskup Barreiras
  - Ines Müller, niemiecka lekkoatletka, kulomiotka
  - Fernando Ramos, chilijski duchowny katolicki, biskup pomocniczy Santiago
  - Piotr Stiepanow, rosyjski polityk, pierwszy premier Naddniestrza
  - Krzysztof Zwoliński, polski lekkoatleta, sprinter
- 3 stycznia:
  - Alessandro Andrei, włoski lekkoatleta, kulomiot
  - Fiodor Jurczichin, rosyjski inżynier, kosmonauta
  - Elżbieta Klimaszewska, polska lekkoatletka, skoczkini w dal
- 4 stycznia:
  - Andrzej Adamczyk, polski polityk, poseł na Sejm RP, minister infrastruktury i budownictwa
  - Ali Ahmeti, macedoński polityk pochodzenia albańskiego
  - Agnès Merlet, francuska reżyserka i scenarzystka
  - Ximo Puig, hiszpański polityk, prezydent Walencji
- 5 stycznia:
  - Tomasz Brach, polski polityk, poseł na Sejm RP
  - Clancy Brown, amerykański aktor
  - Marek Majka, polski piłkarz, trener
  - Mirosława Wojtczak, polska charakteryzatorka filmowa
- 6 stycznia:
  - Adam Chmielewski, polski filozof
  - Hassan Dijab, libański polityk, premier Libanu
  - Andrzej Sitnik, polski samorządowiec, nauczyciel, prezydent Siedlec
  - Fuyumi Sōryō, japońska mangaka
- 7 stycznia:
  - Friedrich Ani, niemiecki pisarz
  - Grzegorz Klaman, polski rzeźbiarz
  - Maciej Pawlicki, polski publicysta, krytyk filmowy
- 8 stycznia:
  - José María Baliña, argentyński duchowny katolicki, biskup pomocniczy Buenos Aires
  - Piotr Zander, polski gitarzysta, członek zespołów: Lombard i ZanderHaus
  - Kevin McKenna, amerykański koszykarz, trener
- 9 stycznia:
  - Maria Bąk, polska lekkoatletka, biegaczka średniodystansowa
  - Ridvan Dibra, albański prozaik, poeta, dziennikarz
  - Tommy Holmgren, szwedzki piłkarz
  - Rigoberta Menchú Tum, gwatemalska obrończyni praw człowieka, laureatka Pokojowej Nagrody Nobla
  - Jana Nagyová, słowacka aktorka
- 10 stycznia:
  - Chandra Cheeseborough, amerykańska lekkoatletka, sprinterka
  - Jeff Kaake, amerykański aktor
  - Hans Neuhoff, niemiecki muzykolog, socjolog kultury, nauczyciel akademicki i polityk
  - Henryk Petrich, polski bokser
  - Jan Plata-Przechlewski, polski filolog, autor komiksów
  - Maurizio Sarri, włoski trener piłkarski
  - Chris Van Hollen, amerykański polityk, senator
  - Fran Walsh, nowozelandzka aktorka, reżyserka, scenarzystka i producentka filmowa
  - Jan Zaborowski, polski związkowiec, polityk, poseł na Sejm RP
- 11 stycznia:
  - Abdul Rahman Al-Zeid, saudyjski sędzia piłkarski
  - Lloyd McClendon, amerykański baseballista
  - Raymond Vella, maltański piłkarz
  - Mariusz Zalejski, polski aktor
- 12 stycznia:
  - Blixa Bargeld, niemiecki pisarz, aktor
  - Wojciech Czepiel, polski dyrygent
  - Debra Feuer, amerykańska aktorka, tancerka
  - Svein Fjælberg, norweski piłkarz, trener
  - Per Gessle, szwedzki muzyk, wokalista, kompozytor, członek duetu Roxette
  - Ralf Möller, niemiecki kulturysta, aktor
  - Mike van Diem, holenderski reżyser i scenarzysta filmowy
- 13 stycznia:
  - James LoMenzo, amerykański muzyk, kompozytor, członek zespołów: Slash’s Snakepit, Black Label Society i Megadeth
  - Gilmar Rinaldi, brazylijski piłkarz, bramkarz
  - Carsten Sieling, niemiecki polityk, burmistrz Bremy
- 14 stycznia:
  - Georgi Dimitrow, bułgarski piłkarz i trener piłkarski (zm. 2021)
  - Jadwiga Sawicka, polska malarka, fotografik, autorka instalacji
  - Geoff Tate, amerykański piosenkarz
- 15 stycznia:
  - Marian Awramow, bułgarski zapaśnik
  - Pete Trewavas, brytyjski basista, członek zespołów: Marillion, Transatlantic i Kino
- 16 stycznia:
  - Sade Adu, brytyjska piosenkarka pochodzenia nigeryjskiego
  - Jolanta Konopka, polska prezenterka telewizyjna
  - Włodzimierz Szturc, polski historyk literatury, teatrolog
- 17 stycznia:
  - Andrés Arteaga Manieu, chilijski duchowny katolicki, biskup pomocniczy Santiago de Chile
  - Lutz Heßlich, niemiecki kolarz torowy
  - Susanna Hoffs, amerykańska wokalistka
  - Janakis Jangudakis, cypryjski piłkarz
- 18 stycznia:
  - Claus Erhorn, niemiecki jeździec sportowy
  - Barbara Fikiel, polska siatkarka
  - Kōyō Kawanishi, japoński stomatolog, astronom amator
  - Dagmar Lurz, niemiecka łyżwiarka figurowa
  - Antonio Socci, włoski pisarz, dziennikarz i publicysta katolicki
  - Ranko Stojić, serbski piłkarz, bramkarz
- 19 stycznia:
  - Jasna Ptujec, chorwacka piłkarka ręczna
  - Hansjörg Sumi, szwajcarski skoczek narciarski
- 20 stycznia:
  - Acácio, brazylijski piłkarz
  - Alfred Agyenta, ghański duchowny katolicki, biskup Navrongo-Bolgatanga
  - Rusty Anderson, amerykański gitarzysta
  - Mirosław Dragan, polski piłkarz, trener
  - Jurij Kaszyrin, rosyjski kolarz szosowy
  - Joel Rifkin, amerykański seryjny morderca
  - Robert Salvatore, amerykański pisarz
  - Jacek Taraszkiewicz, polski pedagog, historyk (zm. 2022)
- 21 stycznia:
  - Siergiej Alifirienko, rosyjski strzelec sportowy
  - Alex McLeish, szkocki piłkarz, trener
  - Oskar Roehler, niemiecki reżyser i scenarzysta filmowy, pisarz
- 22 stycznia:
  - Dejan Ajdačić, serbski filolog-slawista, folklorysta, tłumacz, redaktor
  - Doron Awital, izraelski generał, polityk
  - Linda Blair, amerykańska aktorka
  - Pierre Larsen, duński piłkarz
  - Rodrigo Londoño, kolumbijski lekarz, ostatni przywódca organizacji partyzanckiej Rewolucyjne Siły Zbrojne Kolumbii (FARC)
  - Urs Meier, szwajcarski sędzia piłkarski
  - Thierry Scherrer, francuski duchowny katolicki, biskup Laval
- 23 stycznia:
  - Siergiej Koplakow, białoruski pływak
  - Amauri Ribeiro, brazylijski siatkarz
  - Jesús Ruiz Molina, hiszpański duchowny katolicki, biskup Mbaïki
  - Dagna Ślepowrońska, polska pisarka, poetka, dramaturg, reżyserka teatralna
  - Martin Tychsen, niemiecki wokalista, kompozytor, producent muzyczny, członek zespołu Silent Circle
- 24 stycznia:
  - Michel Preud’homme, belgijski piłkarz, bramkarz, trener
  - Vic Reeves, brytyjski komik
- 25 stycznia:
  - Maciej Klima, polski lekarz, polityk, senator RP
  - Toni Servillo, włoski aktor
  - Jeff Thue, kanadyjski zapaśnik
- 26 stycznia:
  - Mircea Fulger, rumuński bokser
  - Krzysztof Jastrząb, polski operator dźwięku
  - Bob Lazar, amerykański konstruktor samochodów z napędem odrzutowym i organizator ich nielegalnych wyścigów, postać popkultury
  - Wanda Panfil-González, polska lekkoatletka, maratonka
  - Erwin Vandenbergh, belgijski piłkarz, trener
- 27 stycznia:
  - Göran Hägglund, szwedzki polityk
  - Arnaldo Salvado, mozambicki trener piłkarski
- 28 stycznia:
  - Burkhard von Dallwitz, niemiecki kompozytor muzyki filmowej
  - Frank Darabont, amerykański reżyser, scenarzysta i producent filmowy
  - Grzegorz Dzikowski, polski żużlowiec, trener
- 29 stycznia:
  - Chris Charming, niemiecki aktor, reżyser, producent i montażysta filmów pornograficznych
  - Serhij Fesenko, ukraiński pływak
  - Nadieżda Markina, rosyjska aktorka
  - Felix Mutati, zambijski polityk
- 30 stycznia:
  - Alex Hyde-White, brytyjski aktor
  - Jolanta Kupis, polska pływaczka
  - Brian Mascord, australijski duchowny katolicki, biskup Wollongong
  - Jody Watley, amerykańska piosenkarka
- 31 stycznia:
  - Sebastião Bandeira Coêlho, brazylijski duchowny katolicki, biskup Coroaty
  - Danuta Bułkowska, polska lekkoatletka, skoczkini wzwyż
  - Arto Härkönen, fiński lekkoatleta, oszczepnik
  - Anthony LaPaglia, australijski aktor
  - Kelly Lynch, amerykańska aktorka
  - José Luis Sánchez Solá, meksykański trener piłkarski
- 1 lutego:
  - Barbara Auer, niemiecka aktorka
  - Ottmar Liebert, niemiecki gitarzysta i kompozytor flamenco
  - Andrzej Macur, polski strzelec sportowy
- 2 lutego:
  - Franklin Edwards, amerykański koszykarz
  - Hubertus von Hohenlohe, meksykańsko-liechtensteiński narciarz alpejski, przedsiębiorca, piosenkarz, fotograf
  - Maurice Leroy, francuski ekonomista, polityk
  - Andrzej Ryszka, polski perkusista
- 3 lutego:
  - Chan Santokhi, surinamski polityk, prezydent Surinamu
  - Lol Tolhurst, brytyjski muzyk, członek zespołu The Cure
  - Rob Wittman, amerykański polityk, kongresmen
- 4 lutego:
  - Sławomir Kopyść, polski nauczyciel, samorządowiec, członek zarządu województwa kujawsko-pomorskiego
  - Cornelia Pieper, niemiecka polityk
  - Christian Schreier, niemiecki piłkarz, trener
- 5 lutego:
  - Dan Cramling, szwedzki szachista
  - Jennifer Granholm, amerykańska polityk pochodzenia kanadyjskiego
  - Urszula Koszutska, polska psycholog, polityk, posłanka na Sejm RP
  - Jurij Panczenko, ukraiński siatkarz
  - Mirosław Pilśniak, polski dominikanin
  - Mario Vaccari, włoski duchowny katolicki
- 6 lutego:
  - Joseph de Metz-Noblat, francuski duchowny katolicki, biskup Langres
  - Benedykt Kozieł, polski poeta
  - Ken Nelson, brytyjski producent muzyczny
  - Rachid Taoussi, marokański piłkarz, trener
- 7 lutego:
  - Alicja Główczak, polska piłkarka ręczna
  - Tadeusz Guz, polski duchowny katolicki, filozof, teolog
  - Sammy Lee, angielski piłkarz, trener
  - Mick McCarthy, irlandzki piłkarz, trener
  - Karel Mokrý, czeski szachista
- 8 lutego:
  - Henry Czerny, kanadyjski aktor pochodzenia polskiego
  - Ricardo Gallego, hiszpański piłkarz
  - Nirmol Vincent Gomes, indyjski duchowny katolicki
  - Andrew Hoy, australijski jeździec sportowy
  - Mauricio Macri, argentyński polityk, prezydent Argentyny
  - Claudio Maniago, włoski duchowny katolicki, biskup Castellanety
  - Kevin Robertson, amerykański piłkarz wodny
- 9 lutego:
  - David B., francuski scenarzysta i rysownik komiksowy
  - Ali Bongo Ondimba, gaboński polityk, prezydent Gabonu
  - Guy Ecker, brazylijski aktor
  - Joachim Kunz, niemiecki sztangista
  - Małgorzata Nowak, polska lekkoatletka, wieloboistka
  - Filipe Nyusi, mozambicki polityk, prezydent Mozambiku
  - Wiktor Szałkiewicz, białoruski aktor, poeta, bard
- 10 lutego:
  - Bogdan Bojko, polski przedsiębiorca, polityk, poseł na Sejm RP
  - Fernando Chalana, portugalski piłkarz, trener (zm. 2022)
  - Michael Marcour, niemiecki żeglarz sportowy
- 11 lutego:
  - Bradley Cole, amerykański aktor, piosenkarz
  - Jeffrey Meek, amerykański aktor
  - Bożena Miller-Małecka, polska aktorka
  - René Müller, niemiecki piłkarz, bramkarz, trener
- 12 lutego:
  - Tyrone Booze, amerykański bokser
  - Imre Bujdosó, węgierski szablista
  - Glenn Flear, brytyjski szachista
  - Omar Hakim, amerykański perkusista
  - Surət Hüseynov, azerski wojskowy, polityk, premier Azerbejdżanu (zm. 2023)
  - Joanna Krupska, polska psycholog i działaczka społeczna
  - Abdelmajid Lamriss, marokański piłkarz
  - Larry Nance, amerykański koszykarz
  - Józef Tomala, polski strażak, rolnik, polityk, poseł na Sejm RP
  - Andrew Weaver, amerykański kolarz szosowy
  - Jerzy Wijas, polski piłkarz
- 13 lutego:
  - Hadi al-Bahra, syryjski menedżer, przedsiębiorca, polityk
  - Jacek Bogucki, polski inżynier mechanik, samorządowiec, polityk, poseł na Sejm RP
  - Ken Carter, amerykański aktywista edukacyjny, biznesmen, trener koszykarski
  - Maureen McHugh, amerykańska pisarka science fiction i fantasy
- 14 lutego:
  - Renée Fleming, amerykańska śpiewaczka operowa (sopran) i jazzowa
  - Nicholas Hudson, brytyjski duchowny katolicki, biskup pomocniczy Westminsteru
  - Matthias Hues, niemiecki zawodnik sztuk walki, aktor, scenarzysta i producent filmowy
  - Russell Osman, angielski piłkarz, trener
- 15 lutego:
  - Ali Campbell, brytyjski wokalista, gitarzysta, członek zespołu UB40
  - Zdzisław Czucha, polski polityk, samorządowiec, poseł na Sejm RP, burmistrz Kościerzyny
- 16 lutego:
  - Ken Buck, amerykański polityk, kongresmen
  - John McEnroe, amerykański tenisista
- 17 lutego:
  - Arje Deri, izraelski polityk
  - Rowdy Gaines, amerykański pływak
  - Stephen Kotkin, amerykański historyk, sowietolog
- 18 lutego:
  - Jayne Atkinson, brytyjska aktorka
  - Hallgrimur Helgason, islandzki pisarz, malarz, tłumacz, publicysta
  - Lepomir Ivković, serbski aktor
- 19 lutego:
  - Juan María Agurto Muñoz, chilijski duchowny katolicki, biskup Ancud
  - Mourad Amara, algierski piłkarz, bramkarz
  - Anatolij Demjanenko, ukraiński piłkarz, trener
  - Uwe Dotzauer, niemiecki kombinator norweski
- 20 lutego:
  - Siergiej Dołmatow, rosyjski szachista, trener
  - Aleksandra Natalli-Świat, polska ekonomistka, polityk, poseł na Sejm RP (zm. 2010)
  - Robert Szczerbowski, polski pisarz, artysta
- 21 lutego:
  - Marcel Fässler, szwajcarski bobsleista
  - Marek Raczkowski, polski artysta plastyk, malarz, rysownik, satyryk
  - Tadeusz Tomaszewski, polski polityk, poseł na Sejm RP
  - Axel Zitzmann, niemiecki skoczek narciarski
- 22 lutego:
  - Jiří Čunek, czeski samorządowiec, polityk, marszałek kraju zlińskiego
  - Kyle MacLachlan, amerykański aktor
  - Tom Erik Oxholm, norweski łyżwiarz szybki
  - Margarete Tiesel, austriacka aktorka
  - Krzysztof Żegański, polski samorządowiec, burmistrz miasta Bardo
- 23 lutego:
  - Clayton Anderson, amerykański inżynier, astronauta
  - Giorgio Ascanelli, włoski inżynier Formuły 1
  - Krzysztof Czerwionka, polski kapitan jachtowy
  - Richard Dodds, brytyjski hokeista na trawie
  - Krzysztof Kaczmarski, polski samorządowiec, burmistrz Dąbrowy Tarnowskiej
- 24 lutego:
  - Mirosław Jacek Błaszczyk, polski dyrygent
  - Beth Broderick, amerykańska aktorka, reżyserka filmowa
  - Nils Johan Semb, norweski piłkarz, trener
- 25 lutego – Michaił Diewiatjarow, rosyjski biegacz narciarski
- 26 lutego:
  - Rolando Blackman, amerykański koszykarz
  - Ahmet Davutoğlu, turecki polityk, premier Turcji
  - Ana Diamandopulu, grecka polityk
  - Katarzyna Ryrych, polska pisarka, poetka, nauczycielka i malarka
  - Zbigniew Schmutzer, polski koszykarz
- 27 lutego:
  - Juan Alberto Cruz, honduraski piłkarz
  - Alexandra Hildebrandt, niemiecka artystka, działaczka polityczna
  - Miłosz Martynowicz, polski przewodnik tatrzański, taternik, bibliofil, wydawca literatury górskiej
  - Johnny Van Zant, amerykański wokalista, członek zespołu Lynyrd Skynyrd
- 28 lutego:
  - Kazimierz Górski, polski samorządowiec, prezydent Sosnowca
  - Ramón Alberto Rolón Güepsa, kolumbijski duchowny katolicki, biskup Monteríi
  - Ewa Wojtaszek, polska kajakarka
- 1 marca:
  - Nick Griffin, brytyjski polityk
  - Józef Kafel, polski żużlowiec, trener
  - Bernadette Kraakman, holenderska piosenkarka
  - Julita Macur, polska strzelczyni sportowa
  - Paweł Daniel Zalewski, polski przedsiębiorca, pisarz, podróżnik, fotograf
- 2 marca:
  - Katharina Bullin, niemiecka siatkarka
  - Chris Carney, amerykański polityk
  - Alexander Rahr, niemiecki historyk
  - Wiesława Sós, polska piosenkarka
  - Krzysztof Stelmaszyk, polski aktor
- 3 marca:
  - Nell Fortner, amerykańska koszykarka, trenerka
  - Matthias Buse, niemiecki skoczek narciarski
  - Pedro Costa, portugalski reżyser filmowy i telewizyjny
  - Kazimierz Janiak, polski agronom, nauczyciel akademicki, związkowiec, polityk, poseł na Sejm RP
  - Serhij Łajewski, ukraiński lekkoatleta, skoczek w dal
  - Anna Rita Sparaciari, włoska florecistka
- 4 marca:
  - Płamen Getow, bułgarski piłkarz
  - Maciej Jarosz, polski siatkarz, trener
  - Vital Kamerhe, kongijski polityk
  - Irina Strachowa, rosyjska lekkoatletka, chodziarka
  - Dan Ťok, czeski inżynier, menedżer, polityk
- 5 marca:
  - Talia Balsam, amerykańska aktorka pochodzenia żydowskiego
  - Józef Górzyński, polski duchowny katolicki, biskup pomocniczy warszawski, arcybiskup metropolita warmiński
  - Miyoko Hirose, japońska siatkarka
  - Silvino, portugalski piłkarz, bramkarz
- 6 marca:
  - Tom Arnold, amerykański aktor, komik, prezenter telewizyjny
  - Javier Campos Moreno, chilijski szachista
  - Francisco José Carrasco, hiszpański piłkarz, trener
- 7 marca:
  - Katarzyna Dowbor, polska dziennikarka i prezenterka telewizyjna
  - Eva Holubová, czeska aktorka
  - Jazep Januszkiewicz, białoruski poeta, prozaik, tłumacz, archiwista
  - Pirkko Määttä, fińska biegaczka narciarska
  - Luciano Spalletti, włoski piłkarz, trener
  - Marisol Touraine, francuski polityk
- 8 marca:
  - Carlos Abella, hiszpański kierowca wyścigowy
  - Massimo Carraro, włoski prawnik, przedsiębiorca, polityk
  - Adam Cebula, polski fizyk, pisarz science fiction, publicysta
  - Wayne Erickson, australijski sędzia i działacz rugby union
  - Waldemar Gontarski, polski prawnik
  - Barbara Eve Harris, kanadyjska aktorka
  - Chaabane Merzekane, algierski piłkarz
  - Aidan Quinn, amerykański aktor
- 9 marca:
  - Tom Amandes, amerykański aktor
  - Rodney A. Grant, amerykański aktor
  - Ulli Kaden, niemiecki bokser
  - Takaaki Kajita, japoński fizyk, laureat Nagrody Nobla
  - Józef Kloch, polski duchowny katolicki
  - Jeff Lamp, amerykański koszykarz
- 10 marca:
  - José Luis Escobar Alas, salwadorski duchowny katolicki, arcybiskup San Salvador
  - Dariusz Jarosz, polski historyk
  - Stefania Kozik, polska lekkoatletka, biegaczka długodystansowa
  - Avital Selinger, izraelsko-holenderski siatkarz, trener
- 11 marca:
  - Abdelhak Aszik, marokański bokser
  - Maria Epple, niemiecka narciarka alpejska
  - Nina Hartley, amerykańska aktorka pornograficzna
  - Aleksandra Mierzejewska, polska historyk i muzealnik
  - Manuel Negrete, meksykański piłkarz
  - Elisabeth Schroedter, niemiecka polityk
- 12 marca:
  - Sylvie Brunet, francuska prawnik, eurodeputowana
  - Milorad Dodik, serbski polityk, przewodniczący Prezydium Bośni i Hercegowiny
  - Tadeusz Lachowicz, polski dziennikarz, publicysta, poeta
  - Michael Walter, niemiecki saneczkarz (zm. 2016)
- 13 marca:
  - Rumjana Byczwarowa, bułgarska socjolog, urzędnik, polityk
  - Henryk Litwin, polski historyk, dyplomata
  - Alfonso Pecoraro Scanio, włoski polityk
  - Melvin Taylor, amerykański wokalista i gitarzysta bluesowy
- 14 marca:
  - Małgorzata Balbuza-Szumińska, polska lekkoatletka, biegaczka długodystansowa
  - Pierangelo Bincoletto, włoski kolarz szosowy i torowy
  - Patrick Dupond, francuski tancerz i aktor (zm. 2021)
  - Laila Robins, amerykańska aktorka
  - Krzysztof Rudziński, polski menadżer, urzędnik państwowy, prezes Pomorskiej Kolei Metropolitalnej (zm. 2020)
- 15 marca:
  - Marek Górski, polski piosenkarz (zm. 2016)
  - Renny Harlin, fiński reżyser i producent filmowy
  - Agnieszka Klonowiecka-Milart, polska prawniczka, sędzia sądów międzynarodowych
  - Fabio Lanzoni, włoski model, aktor
  - Jerzy Pruski, polski ekonomista
  - Ben Okri, nigeryjski piłkarz
  - Ryszard Zając, polski polityk, dziennikarz, poseł na Sejm RP II kadencji
- 16 marca:
  - Michael Bloomfield, amerykański pilot wojskowy, astronauta
  - Flavor Flav, amerykański raper, prezenter telewizyjny
  - Scott L. Schwartz, amerykański aktor, kaskader (zm. 2024)
  - Jens Stoltenberg, norweski ekonomista, polityk, premier Norwegii, sekretarz generalny NATO
- 17 marca:
  - Danny Ainge, amerykański koszykarz, trener
  - Christian Clemenson, amerykański aktor
  - José Leandro Ferreira brazylijski piłkarz
  - Jan Karaś, polski piłkarz
  - Tomáš Kříž, czeski piłkarz
  - Giovanni Scalzo, włoski szablista
- 18 marca:
  - Luc Besson, francuski reżyser, scenarzysta i producent filmowy
  - Irene Cara, amerykańska piosenkarka, aktorka (zm. 2022)
  - Marek Dziubek, polski polityk, poseł na Sejm X i I kadencji
  - Julie Vollertsen, amerykańska siatkarka
- 19 marca:
  - Ewa Białkowska, polska panczenistka
  - Terry Hall, brytyjski wokalista, członek zespołów: The Specials i Fun Boy Three (zm. 2022)
  - Piotr Warczyński, polski lekarz, urzędnik państwowy
- 20 marca:
  - Dave Beasant, angielski piłkarz, bramkarz
  - Ołeh Dubyna, ukraiński przedsiębiorca, polityk
  - Rafał Eysymontt, polski historyk sztuki
  - Peter Truscott, brytyjski polityk, historyk i konsultant
- 21 marca:
  - Nobuo Uematsu, japoński kompozytor, muzyk, producent muzyczny
  - Zygmunt Wrzodak, polski związkowiec, polityk, poseł na Sejm RP
- 22 marca:
  - Wiesława Burnos, polska samorządowiec
  - Carlton Cuse, amerykański scenarzysta i producent filmowy
  - Marek Czarnecki, polski polityk, eurodeputowany
  - Matthew Modine, amerykański aktor, scenarzysta, reżyser i producent filmowy
  - Żan Widenow, bułgarski polityk, premier Bułgarii
- 23 marca:
  - Piotr Galiński, polski choreograf
  - Catherine Keener, amerykańska aktorka
  - Numan Kurtulmuş, turecki polityk, ekonomista i nauczyciel akademicki
  - Hanna Zdanowska, polska polityk, działaczka samorządowa, prezydent Łodzi
- 24 marca:
  - Emmit King, amerykański lekkoatleta, sprinter
  - Filip Łobodziński, polski aktor, dziennikarz, tłumacz, muzyk
  - Marek Probosz, polski aktor, reżyser, scenarzysta i producent filmowy, pisarz, pedagog
  - Elżbieta Woźniak, polska lekkoatletka, sprinterka
- 25 marca:
  - Jan Bronś, polski samorządowiec, burmistrz Oleśnicy
  - Jacek Rybicki, polski nauczyciel, związkowiec, polityk, poseł na Sejm RP (zm. 2024)
  - Zbigniew Sprycha, polski malarz, pedagog (zm. 2024)
  - Cecilia Stegö Chilò, szwedzka dziennikarka, menedżer, polityk (zm. 2025)
  - Joanna Stempińska, polska historyk sztuki, tłumaczka, dyplomatka
  - Przemysław Sytek, polski polityk, przedsiębiorca, poseł na Sejm I kadencji
- 26 marca – Anatolij Saułewycz, ukraiński piłkarz
- 27 marca:
  - Miguel Ángel D’Annibale, argentyński duchowny katolicki, biskup San Martín (zm. 2020)
  - Andrew Farriss, australijski muzyk, klawiszowiec, autor tekstów, gitarzysta, członek zespołu INXS
  - Siarhiej Hocmanau, białoruski piłkarz
  - Maria Pasło-Wiśniewska, polska ekonomistka, bankowiec, polityk, poseł na Sejm RP
  - Mariusz Strzałka, polsko-niemiecki szpadzista
  - Brian Tarantina, amerykański aktor (zm. 2019)
- 28 marca:
  - Laura Chinchilla, kostarykańska polityk, prezydent Kostaryki
  - Jacob de Haan, holenderski kompozytor, dyrygent, aranżer
  - José Rodríguez, kubański judoka
- 29 marca:
  - Perry Farrell, amerykański muzyk, wokalista, członek zespołu Jane’s Addiction
  - Dariusz Muszer, polsko-niemiecki prozaik, poeta, publicysta, eseista, krytyk literacki, dramaturg, tłumacz
  - Pascal N’Koué, beniński duchowny katolicki, arcybiskup Parakou
- 30 marca:
  - Kevin Brooks, brytyjski pisarz
  - Gerard Gordeau, holenderski zawodnik sportów walki
  - Curzio Maltese, włoski dziennikarz, publicysta, polityk (zm. 2023)
  - Sabine Meyer, niemiecka klarnecistka
  - Gerard Plessers, belgijski piłkarz
- 31 marca:
  - Antonio Ingroia, włoski prawnik, prokurator
  - Lin Cheng-sheng, tajwański reżyser i scenarzysta filmowy
  - Wojciech Lubiński, polski okulista
- 1 kwietnia:
  - Anna Augustynowicz, polska reżyserka teatralna
  - Helmuth Duckadam, rumuński piłkarz, bramkarz, działacz piłkarski pochodzenia niemieckiego (zm. 2024)
  - Nobuo Kishi, japoński polityk
  - Steven Knight, brytyjski reżyser, scenarzysta i producent filmowy
  - Vaqif Sadıqov, azerski piłkarz, trener
- 2 kwietnia:
  - Gelindo Bordin, włoski lekkoatleta, maratończyk
  - Badou Ezzaki, marokański piłkarz, bramkarz, trener
  - David Frankel, amerykański aktor, scenarzysta, reżyser i producent filmowy
  - Alberto Fernández, argentyński prawnik, polityk, prezydent Argentyny
  - Brian Goodell, amerykański pływak
  - Juha Kankkunen, fiński kierowca rajdowy
  - John Lauridsen, duński piłkarz
- 3 kwietnia:
  - Shane Connor, australijski aktor, reżyser, scenarzysta
  - Ēriks Jēkabsons, łotewski pastor, polityk
  - David Hyde Pierce, amerykański aktor
- 4 kwietnia:
  - Anatol Czaban, polski generał dywizji pilot
  - Phil Morris, amerykański aktor
  - Szamil Sabirow, rosyjski bokser
  - Milivoj Špika, chorwacki nauczyciel, samorządowiec, polityk
- 5 kwietnia – Mychajło Brodski, ukraiński przedsiębiorca i polityk
- 6 kwietnia:
  - Michael Corrente, amerykański reżyser i producent filmowy
  - Tadeusz Karabowicz, polski poeta, krytyk literacki, literaturoznawca, tłumacz, redaktor
  - Aleksandr Karszakiewicz, białoruski piłkarz ręczny
  - Mark Strickson, brytyjski aktor, reżyser i producent filmowy
  - Goran Sukno, chorwacki piłkarz wodny
  - Pietro Vierchowod, włoski piłkarz, trener pochodzenia ukraińskiego
  - Ramón José Viloria Pinzón, wenezuelski duchowny katolicki, biskup Puerto Cabello (zm. 2022)
- 7 kwietnia:
  - Philip Gröning, niemiecki reżyser filmowy
  - Kathy Hilton, amerykańska aktorka
  - Dżamal al-Kabandi, kuwejcki piłkarz
  - Liborius Ndumbukuti Nashenda, namibijski duchowny katolicki, arcybiskup Windhuku
- 8 kwietnia:
  - Alain Bondue, francuski kolarz torowy i szosowy
  - Michael Hübner, niemiecki kolarz torowy (zm. 2024)
  - Algirdas Paulauskas, litewski trener koszykówki
- 9 kwietnia:
  - Jean-Marie Le Vert, francuski duchowny katolicki, biskup pomocniczy Bordeaux
  - Peter Nagy, słowacki wokalista, kompozytor, autor tekstów, producent muzyczny, fotograf, lider zespołu Indigo
  - Andrzej Nowak, polski gitarzysta, członek zespołu TSA (zm. 2022)
- 10 kwietnia:
  - Babyface, amerykański piosenkarz, muzyk, autor tekstów, producent muzyczny i filmowy
  - Marek Kępa, polski żużlowiec
  - Jochen Nickel, niemiecki aktor
  - Alain de Raemy, szwajcarski duchowny katolicki, biskup pomocniczy Lozanny, Genewy i Fryburga
  - Peter Rumal Kharadi, indyjski duchowny katolicki
  - Brian Setzer, amerykański piosenkarz, gitarzysta, kompozytor
  - Stanislaw Tillich, niemiecki polityk narodowości serbołużyckiej
- 11 kwietnia:
  - Shpresa Bërdëllima, albańska aktorka (zm. 2019)
  - Franck Dépine, francuski kolarz torowy
  - Hanna Śleszyńska, polska aktorka i piosenkarka
- 12 kwietnia:
  - Pascal Barré, francuski lekkoatleta, sprinter
  - Patrick Barré, francuski lekkoatleta, sprinter
  - Krzysztof Stanowski, polski działacz harcerski i społeczny
  - Romuald Zawodnik, polski samorządowiec, burmistrz Pionek
- 13 kwietnia:
  - Witold Bieliński, polski aktor, reżyser
  - Anna Engelking, polska etnolog
  - Jarosław Gugała, polski dziennikarz i prezenter telewizyjny, dyplomata
  - Stephen Martin, brytyjski hokeista na trawie
- 14 kwietnia:
  - Marilyn Brain, kanadyjska wioślarka
  - Rosario Gisana, włoski duchowny katolicki, biskup Piazza Armerina
  - Ladislav Švanda, czeski biegacz narciarski
- 15 kwietnia:
  - Roberto Fiore, włoski polityk
  - Emma Thompson, brytyjska aktorka
  - Ivo Vondrák, czeski nauczyciel, polityk, marszałek kraju morawsko-śląskiego
  - Thomas F. Wilson, amerykański aktor
- 16 kwietnia:
  - Michael Barratt, amerykański lekarz, astronauta
  - Jacek Borkowski, polski aktor
  - Małgorzata Kapera, polska koszykarka, trenerka
  - Grzegorz Pojmański, polski astronom
  - Alison Ramsay, brytyjska hokeistka na trawie
  - Zdzisław Szwed, polski samorządowiec, członek zarządu województwa lubelskiego
- 17 kwietnia:
  - Sean Bean, brytyjski aktor
  - Bansarn Bunnag, tajski dyplomata
  - Majid Majidi, irański reżyser, scenarzysta i producent filmowy
  - Li Meisu, chińska lekkoatletka, kulomiotka
  - Peter Simonsen, nowozelandzki piłkarz
- 18 kwietnia:
  - Susan Faludi, amerykańska dziennikarka, pisarka, feministka pochodzenia węgiersko-żydowskiego
  - S.T. Gordon, amerykański bokser
- 19 kwietnia:
  - Anna Nelke, polska lekkoatletka, dyskobolka
  - Sirpa Pietikäinen, fińska polityk, eurodeputowana
- 20 kwietnia:
  - Clint Howard, amerykański aktor
  - Anatolij Kucew, ukraiński piłkarz, trener i sędzia piłkarski (zm. 2016)
  - Stefano Manetti, włoski duchowny katolicki, biskup Montepulciano-Chiusi-Pienza
  - Joannicjusz (Mićović), serbski biskup prawosławny
  - Yuji Okumoto, amerykański aktor pochodzenia japońskiego
  - Suswono, indonezyjski polityk
  - James Wong, amerykański reżyser, scenarzysta i producent filmowy pochodzenia chińskiego
  - Vita Żelakeviciute, litewska scenarzystka, reżyserka i montażystka filmów dokumentalnych, pedagog
- 21 kwietnia:
  - Olga Kuragina, rosyjska lekkoatletka, wieloboistka
  - Jerry Only, amerykański basista, członek zespołu The Misfits
  - Jens Orback, szwedzki dziennikarz, polityk
  - Arno Pijpers, holenderski trener piłkarski
  - Robert Smith, brytyjski muzyk, wokalista, członek zespołu The Cure
  - Jan Warzecha, polski samorządowiec, polityk, poseł na Sejm RP
- 22 kwietnia:
  - Terry Francona, amerykański baseballista
  - Izabella Klebańska, polska autorka literatury dziecięcej i młodzieżowej (zm. 2025)
  - Mariusz Marasek, polski historyk, polityk, poseł na Sejm RP
  - Ryan Stiles, amerykański aktor, komik
  - Rolf Storsveen, norweski biathlonista
- 23 kwietnia:
  - Václav Blažek, czeski matematyk, językoznawca, indoeuropeista i nostratysta, wykładowca akademicki
  - Jan Černý, czeski lekarz weterynarii, samorządowiec, polityk
  - Jerzy Głogowski, polski żużlowiec
  - Cezary Mech, polski ekonomista, urzędnik państwowy, wykładowca akademicki
  - Maria-Luise Rainer, włoska saneczkarka
- 24 kwietnia:
  - Ronnie Båthman, szwedzki tenisista
  - Tadeusz Fajfer, polski piłkarz, bramkarz, trener
  - Antoni Świerczek, polski duchowny
  - Eric Wagner, amerykański wokalista metalowy (zm. 2021)
  - Bożena Waloch, polska siatkarka
- 25 kwietnia:
  - Enrique Benavent Vidal, hiszpański duchowny katolicki, biskup Tortosy
  - Andrzej Ferenc, polski aktor, lektor
  - Takeaki Matsumoto, japoński polityk
  - Jerzy Widzyk, polski samorządowiec, polityk, poseł na Sejm RP, minister transportu i gospodarki morskiej
- 26 kwietnia:
  - Alex Attwood, brytyjski polityk
  - Monica Stefania Baldi, włoska architekt, polityk
  - Małgorzata Gilla, polska siatkarka
  - Stanisław Sojka, polski wokalista jazzowy i popowy, pianista, gitarzysta, skrzypek, kompozytor, aranżer
  - Achmied Zakajew, czeczeński generał, polityk
- 27 kwietnia:
  - Jim Duffy, szkocki piłkarz, trener piłkarski
  - Sheena Easton, szkocka piosenkarka, aktorka
  - Andrew Z. Fire, amerykański patolog, genetyk, laureat Nagrody Nobla
- 28 kwietnia:
  - Marek Biernacki, polski prawnik, polityk, poseł na Sejm RP, minister spraw wewnętrznych i administracji, minister sprawiedliwości
  - Dainis Kūla, łotewski lekkoatleta, oszczepnik
  - Jacek Piechota, polski polityk, poseł na Sejm RP, minister gospodarki i pracy
  - Richard William Smith, kanadyjski duchowny katolicki, arcybiskup Edmonton
- 29 kwietnia:
  - Craig Armstrong, brytyjski kompozytor
  - László Dajka, węgierski piłkarz, trener
  - Trond Sollied, norweski piłkarz
- 30 kwietnia:
  - Paul Gross, kanadyjski aktor, reżyser i producent filmowy, piosenkarz, pisarz
  - Stephen Harper, kanadyjski polityk, premier Kanady
  - Marek Jakubiak, polski przedsiębiorca, polityk, poseł na Sejm RP
  - Iwona Rulewicz, polska aktorka
- 1 maja:
  - Saber Eid, egipski piłkarz
  - Gustavo Ferrín, urugwajski trener piłkarski
  - Eddie Johnson, amerykański koszykarz
  - Jo Tong-sop, północnokoreański piłkarz, trener
  - Darci José Nicioli, brazylijski duchowny katolicki, arcybiskup metropolita Diamantiny
  - Yasmina Reza, francuska aktorka, dramatopisarka pochodzenia żydowskiego
  - Jan Szul, polski dziennikarz
- 2 maja:
  - Sanna Grønlid, norweska biathlonistka
  - Penny Pritzker, amerykańska polityk
  - Lone Scherfig, duńska reżyserka i scenarzystka filmowa
  - Ivan Šimonović, chorwacki prawnik
  - Zoé Valdés, kubańska pisarka, poetka, krytyk filmowy
  - Tony Wakeford, brytyjski wokalista, gitarzysta, kompozytor, autor tekstów, członek zespołu Sol Invictus
- 3 maja:
  - Ben Elton, brytyjski komik, pisarz, reżyser
  - Eddie Niedzwiecki, walijski piłkarz, bramkarz, trener pochodzenia polskiego
  - Michie Koyama, japońska pianistka
  - Vincenzo Pisanello, włoski duchowny katolicki, biskup Orii
- 4 maja:
  - Valdemaras Chomičius, litewski koszykarz, trener
  - Andrzej Dziemianiuk, polski judoka
  - Randy Travis, amerykański piosenkarz country i gospel
- 5 maja:
  - Miguel Ángel Martínez Méndez, gwatemalski duchowny katolicki
  - Bobby Ellsworth, amerykański muzyk, wokalista, członek zespołów: Overkill i The Cursed
  - Krzysztof Iwaniuk, polski samorządowiec, wójt gminy Terespol
  - Anna Jeremus-Lewandowska, polska śpiewaczka operowa (sopran koloraturowy), pedagog
  - Jolanta Nowak, polska aktorka
  - Steve Stevens, amerykański gitarzysta, kompozytor
  - Tomasz Wróblewski, polski dziennikarz, publicysta
- 6 maja:
  - Didier Conrad, francuski pisarz i scenarzysta komiksowy
  - Claudio Jara, kostarykański piłkarz
  - Renaud Muselier, francuski polityk, prezydent regionu Prowansja-Alpy-Lazurowe Wybrzeże
  - Silvia Quevedo, peruwiańska siatkarka
  - Leszek Ruszczyk, polski ekonomista, samorządowiec, wicemarszałek województwa mazowieckiego
- 7 maja:
  - Alphonsus Cullinan, irlandzki duchowny katolicki, biskup Waterford i Lismore
  - Gieorgij Kołnootczenko, białoruski lekkoatleta, dyskobol
- 8 maja:
  - Adam Błaszkiewicz, polski nauczyciel
  - Wojciech Dąbrowski, polski aktor
  - Grzegorz Drukarczyk, polski pisarz science fiction
- 9 maja:
  - János Áder, węgierski prawnik, polityk, prezydent Węgier
  - Fred Apke, niemiecki dramaturg, aktor, reżyser teatralny
  - Dennis Chambers, amerykański perkusista
  - Anna Dąbrowska, polska lekkoatletka, skoczkini wzwyż
  - Ulrich Matthes, niemiecki aktor
  - Juan Manuel Toro Vallejo, kolumbijski duchowny katolicki
- 10 maja:
  - Cindy Hyde-Smith, amerykańska polityk, senator ze stanu Missisipi
  - Ville Itälä, fiński prawnik, polityk
  - Claudia Schmied, austriacka menedżer, polityk
- 11 maja:
  - Gerard Christopher, amerykański aktor
  - Didier Guillaume, francuski samorządowiec, polityk (zm. 2025)
  - Juan Antonio Jiménez, hiszpański jeździec sportowy
  - Ion Adrian Zare, rumuński piłkarz (zm. 2022)
- 12 maja:
  - Violeta Motulaitė, litewska historyk, dyplomatka
  - Ving Rhames, amerykański aktor
- 13 maja:
  - Arkadiusz Bratkowski, polski polityk, poseł na Sejm RP, marszałek województwa lubelskiego
  - Wiesław Ciesielski, polski poeta
- 14 maja:
  - Laurent Bénégui, francuski reżyser, scenarzysta i producent filmowy
  - Sandro Bondi, włoski polityk
  - Patrick Bruel, francuski piosenkarz, kompozytor, aktor, pokerzysta pochodzenia żydowskiego
  - Marcel Coraș, rumuński piłkarz
  - Robert Greene, amerykański psycholog pochodzenia żydowskiego
  - Stefano Malinverni, włoski lekkoatleta, sprinter (zm. 2024)
  - Petro Midianka, ukraiński poeta
  - Frédérique Ries, belgijska dziennikarka, polityk, eurodeputowana
- 15 maja:
  - Andrew Eldritch, brytyjski muzyk, wokalista, członek zespołu The Sisters of Mercy
  - Page Moseley, amerykański aktor
  - Luis Pérez-Sala, hiszpański kierowca wyścigowy
  - Charles Scicluna, maltański duchowny katolicki, arcybiskup Malty
- 16 maja:
  - Marta Dobosz, polska aktorka
  - Greg Johnston, nowozelandzki wioślarz
  - Luis Reyna, peruwiański piłkarz
  - Krzysztof Sikora, polski polityk, wojskowy, poseł na Sejm RP
  - Mare Winningham, amerykańska aktorka
- 17 maja:
  - Juan Antonio Luna, meksykański piłkarz, trener
  - Samuth Sithnaruepol, tajski bokser
- 18 maja:
  - Janusz Kołodziej, polski polityk, przedsiębiorca, poseł na Sejm RP
  - Siergiej Łowaczow, uzbecki lekkoatleta, sprinter
  - Adam Neumann, polski przedsiębiorca, samorządowiec, prezydent prezydent Gliwic
  - Roman Ochyński, polski weterynarz, samorządowiec, starosta lipski (zm. 2018)
- 19 maja:
  - Sergio Fenoy, argentyński duchowny katolicki, biskup San Miguel
  - Marta Fogler, polska polityk, poseł na Sejm RP, działaczka samorządowa, wydawczyni
  - Marek Pfützner, polski fizyk jądrowy
- 20 maja:
  - Marianne Curley, australijska pisarka
  - Israel Kamakawiwoʻole, hawajski piosenkarz, muzyk (zm. 1997)
  - Juan Carlos Letelier, chilijski piłkarz
  - Izabela Mrzygłocka, polska ekonomistka, działaczka samorządowa, polityk, poseł na Sejm RP (zm. 2024)
  - Bronson Pinchot, amerykański aktor
- 21 maja:
  - Nick Cassavetes, amerykański aktor, reżyser i scenarzysta filmowy
  - Abdullah Jamin, malediwski polityk, prezydent Malediwów
  - Adriana Ozores, hiszpańska aktorka
- 22 maja:
  - Glen Adam, nowozelandzki piłkarz
  - David Blatt, amerykański koszykarz, trener pochodzenia żydowskiego
  - Kenneth Brylle, duński piłkarz
  - Linda Emond, amerykańska aktorka
  - Martyn Jacques, brytyjski wokalista, muzyk, autor tekstów, członek zespołu The Tiger Lillies
  - Czesława Kościańska, polska wioślarka
  - Marek Kubski, polski malarz, multiinstrumentalista, kompozytor, pisarz, satyryk
  - Kwak Jae-young, południowokoreański reżyser i scenarzysta filmowy
  - Andres Luure, estoński filozof, semiotyk, tłumacz, wikipedysta
  - Morrissey, brytyjski piosenkarz, autor tekstów
- 23 maja:
  - Héctor Herrera, kubański lekkoatleta, sprinter i średniodystansowiec
  - Oleg Łogwin, białoruski kolarz szosowy
  - Andrzej Piskulak, polski dziennikarz, prozaik, poeta
  - Elżbieta Szulc, polska lekkoatletka, płotkarka
- 24 maja:
  - Monika Hauser, niemiecka ginekolog
  - Piotr Karpeta, polski chórmistrz, śpiewak
  - Aleš Pipan, słoweński trener koszykówki
  - Prithvirajsing Roopun, maurytyjski polityk, prezydent Mauritiusa
  - Grażyna Torbicka, polska dziennikarka telewizyjna, konferansjerka
- 25 maja:
  - Judit Forgács, węgierska lekkoatletka, sprinterka
  - Vladimír Franz, czeski artysta, kompozytor, wykładowca akademicki
  - Greet Hellemans, holenderska wioślarka
  - Tomislav Karamarko, chorwacki polityk
- 26 maja:
  - Fabio Berardi, sanmaryński polityk, kapitan regent San Marino
  - Filip Borowski, polski satyryk, tekściarz, aktor, konferansjer
  - Róger Flores, kostarykański piłkarz, trener
  - Kevin Gage, amerykański aktor
  - Jens Rasmussen, duński żużlowiec
  - Jerzy Sikora, polski duchowny katolicki, poeta, krytyk literacki, literaturoznawca
- 27 maja:
  - Alaksandr Kosiniec, białoruski lekarz, polityk
  - Cezary Wodziński, polski filozof (zm. 2016)
- 28 maja:
  - Bernardine Evaristo, brytyjska pisarka
  - Małgorzata Malicka, polska dziennikarka, poetka, pisarka
  - Bernardo Rezende, brazylijski siatkarz, trener
  - Meg Wolitzer, amerykańska pisarka
  - Carlos Zorrinho, portugalski polityk
- 29 maja:
  - Krzysztof Dzierma, polski aktor niezawodowy, kompozytor
  - Rupert Everett, brytyjski aktor, pisarz, piosenkarz, model
  - Iwona Jabłońska, polska koszykarka
  - Adrian Paul, brytyjski aktor
  - Andrzej Sosnowski, polski poeta, tłumacz
- 30 maja:
  - Phil Brown, angielski piłkarz, trener
  - Randy Ferbey, kanadyjski curler
  - Blaž Slišković, bośniacki piłkarz, trener
  - Waldemar Węgrzyn, polski grafik, malarz
  - Daniela Zini, włoska narciarka alpejska
- 31 maja:
  - Renata Butryn, polska polityk, nauczycielka, posłanka na Sejm RP
  - Andrea de Cesaris, włoski kierowca wyścigowy (zm. 2014)
  - Aurora Cunha, portugalska lekkoatletka, biegaczka długodystansowa
  - Leszek Malinowski, polski aktor, członek kabaretu Koń Polski
  - Andrzej Suchcitz, polski historyk
- 1 czerwca:
  - Martin Brundle, brytyjski kierowca wyścigowy
  - Alfred Martins, nigeryjski duchowny katolicki, arcybiskup metropolita Lagos
  - Kristine Nitzsche, niemiecka lekkoatletka, wieloboistka
  - Thierry Rey, francuski judoka
  - Joanna Tomoń, polska lekkoatletka, biegaczka średniodystansowa
  - Alan Wilder, brytyjski muzyk, członek zespołów: Depeche Mode i Recoil
- 2 czerwca:
  - Conradin Cathomen, szwajcarski narciarz alpejski
  - Lydia Lunch, amerykańska wokalistka, poetka, pisarka, aktorka
- 3 czerwca:
  - Tadeusz Krawczyk, polski kolarz szosowy
  - Bonaventure Nahimana, burundyjski duchowny katolicki, biskup Rutany
  - Wiktor Razwadowski, ukraiński generał porucznik milicji, prawnik, polityk
  - Jan Serkies, polski samorządowiec, burmistrz Chojnowa
- 4 czerwca – Arkadiusz Mazurkiewicz, polski żużlowiec
- 5 czerwca:
  - Mirosław Graf, polski skoczek narciarski, trener, działacz sportowy, samorządowiec, burmistrz Szklarskiej Poręby
  - Roland Omoruyi, nigeryjski bokser
  - Werner Schildhauer, niemiecki lekkoatleta, długodystansowiec
  - Wilfried Vandaele, belgijski polityk
  - Jesper Worre, duński kolarz szosowy i torowy
- 6 czerwca:
  - Marwan al-Barghusi, palestyński polityk
  - Leszek Golba, polski historyk, politolog, poseł na Sejm RP
  - Maurizio Iorio, włoski piłkarz
  - Mario Landolfi, włoski dziennikarz, polityk
  - Amanda Pays, brytyjska aktorka, modelka
  - Aneta Szyłak, polska kurator i krytyk sztuki (zm. 2023)
- 7 czerwca:
  - Matthew Ishaya Audu, nigeryjski duchowny katolicki, biskup Lafii
  - Branko Bačić, chorwacki polityk
  - Ivo Belet, flamandzki i belgijski dziennikarz, polityk
  - Tomasz Bocheński, polski krytyk literacki, literaturoznawca
  - Tatjana Drubicz, rosyjska aktorka
  - Randy Lewis, amerykański zapaśnik
  - Mike Pence, amerykański prawnik, polityk, wiceprezydent USA
  - Rusłan Pogorełow, ukraiński szachista
  - Randy Ragan, kanadyjski piłkarz
- 8 czerwca:
  - Leszek Lewoc, polski polityk, senator RP
  - Hubert Velud, francuski piłkarz, trener
- 9 czerwca:
  - Cristóvão Borges, brazylijski piłkarz, trener
  - Dimityr Dimitrow, bułgarski piłkarz, trener
  - Binjamin Ganc, izraelski generał porucznik, polityk
  - Elly van Hulst, holenderska lekkoatletka, biegaczka średnio- i długodystansowa
- 10 czerwca:
  - Carlo Ancelotti, włoski piłkarz, trener
  - Víctor Cámara, wenezuelski aktor
  - Włodzimierz Skalik, polski pilot samolotowy, samorządowiec
  - Eliot Spitzer, amerykański polityk
  - Timothy Van Patten, amerykański aktor, reżyser, scenarzysta i producent filmowy
  - Jay Vincent, amerykański koszykarz, przedsiębiorca
- 11 czerwca:
  - Carol Ross, amerykańska koszykarka, trenerka
  - Hugh Laurie, angielski aktor
  - Alan Moulder, brytyjski producent muzyczny
  - Daniel Thomas, amerykański duchowny katolicki
- 12 czerwca:
  - Steve Bauer, kanadyjski kolarz szosowy i torowy
  - Jerzy Binkowski, polski koszykarz, trener
  - Juan Antonio San Epifanio, hiszpański koszykarz
  - Scott Thompson, kanadyjski aktor, komik
  - Desai Williams, kanadyjski lekkoatleta, sprinter (zm. 2022)
- 13 czerwca:
  - Bojko Borisow, bułgarski oficer policji, karateka, polityk, premier Bułgarii
  - Artur Dmochowski, polski dziennikarz, publicysta, historyk, dyplomata
  - Klaus Iohannis, rumuński polityk pochodzenia niemieckiego, prezydent Rumunii
  - Waldemar Merk, polski kajakarz
  - José Raúl Mulino, panamski polityk, prezydent Panamy
  - Chuck Nevitt, amerykański koszykarz
- 14 czerwca:
  - Hervé Gaschignard, francuski duchowny katolicki, biskup Aire i Dax
  - Tomasz Kulesza, polski nauczyciel, polityk, poseł na Sejm RP
  - Marcus Miller, amerykański muzyk, kompozytor, aranżer, multiinstrumentalista
  - Walerij Mowczan, białoruski kolarz szosowy
  - Władysław Pasikowski, polski reżyser i scenarzysta filmowy
  - Antonio Staglianò, włoski duchowny katolicki, biskup Noto
  - Alan Thompson, nowozelandzki kajakarz
- 15 czerwca:
  - Alan Brazil, szkocki piłkarz
  - Eileen Davidson, amerykańska aktorka, modelka
  - Krzysztof Debich, polski samorządowiec, burmistrz Kutna, starosta kutnowski
  - Paul Etienne, amerykański duchowny katolicki, arcybiskup koadiutor Seattle
  - Aleksandr Fominych, rosyjski szachista, trener
  - Zuzana Hofmannová, czeska taterniczka, alpinistka (zm. 2012)
  - Eija-Riitta Korhola, fińska polityk
  - Piotr Pawłowski, polski kajakarz, kanadyjkarz
  - Baselios Cleemis Thottunkal, indyjski kardynał, zwierzchnik Kościoła syromalankarskiego
  - Lenka Vymazalová, czeska hokeistka na trawie
- 16 czerwca:
  - Abraham Løkin Hansen, farerski piłkarz
  - Hagen Melzer, niemiecki lekkoatleta, długodystansowiec
- 17 czerwca:
  - Thierry Brac de la Perrière, francuski duchowny katolicki, biskup Nevers
  - Cezariusz Lesisz, polski działacz opozycyjny
  - Adrie van der Poel, holenderski kolarz szosowy i przełajowy
  - Ulrike Richter, niemiecka pływaczka
  - Kazuki Yao, japoński aktor
- 18 czerwca:
  - Maciej Robakiewicz, polski aktor
  - Jan Rokita, polski publicysta, polityk, minister, poseł na Sejm RP
  - Marek Samborski, polski polityk, poseł na Sejm RP
- 19 czerwca:
  - Anne Hidalgo, francuska polityk, mer Paryża
  - Mirosław Rzepkowski, polski strzelec sportowy
  - Christian Wulff, niemiecki polityk, prezydent Niemiec
- 20 czerwca:
  - Jasmin Feige, niemiecka lekkoatletka, skoczkini w dal i wzwyż (zm. 1988)
  - Van Hilleary, amerykański polityk
  - Marta Kudelska, polska filolog
  - Antonino Raspanti, włoski duchowny katolicki, biskup Acireale
  - Jewgienij Sysojew, rosyjski generał
- 21 czerwca – Marek Raduli, polski gitarzysta, aranżer, kompozytor, uznany muzyk sesyjny
- 22 czerwca:
  - Sverre Brandhaug, norweski piłkarz
  - Eddie Kidd, brytyjski kaskader motocyklowy, dubler filmowy
  - Jurij Pohrebniak, ukraiński trener piłkarski
  - David Shulkin, amerykański lekarz, polityk pochodzenia żydowskiego
  - Joanna Szafruga-Sypniewska, polska polityk, poseł na Sejm RP
  - Ed Viesturs, amerykański himalaista
  - Daniel Xuereb, francuski piłkarz
- 23 czerwca:
  - Anna Ekström, szwedzka polityk
  - Ryszard Kaczmarek, polski historyk
  - Marzena Paczuska-Tętnik, polska dziennikarka
  - Eugeniusz Stanisławek, polski karateka, sędzia, trener, działacz sportowy
  - Michel Trollé, francuski kierowca wyścigowy
- 24 czerwca:
  - Jari Leppä, fiński rolnik, polityk
  - Andy McCluskey, brytyjski wokalista, instrumentalista i kompozytor, lider zespołu OMD
- 25 czerwca:
  - Wojciech Czemplik, polski muzyk, członek zespołu Stare Dobre Małżeństwo
  - Lutz Dombrowski, niemiecki lekkoatleta, skoczek w dal
  - Kostadin Kostadinow, bułgarski piłkarz
  - Jari Puikkonen, fiński skoczek narciarski
  - Barbara Rosiek, polska psycholog kliniczna, poetka, pisarka (zm. 2020)
- 26 czerwca:
  - Ridvan Bode, albański ekonomista, polityk
  - Andrzej Gąsiorowski, polsko-izraelski przedsiębiorca
  - Francis Magee, irlandzki aktor
- 27 czerwca:
  - Janusz Kamiński, amerykański operator i reżyser filmowy pochodzenia polskiego
  - Ferdinando Meglio, włoski szablista
  - Jeff Miller, amerykański polityk
  - Khadja Nin, burundyjska wokalistka, muzyk
  - Pétur Pétursson, islandzki piłkarz
  - Grzegorz Przebinda, polski filolog, rusycysta i historyk idei
- 28 czerwca:
  - Piotr Kaźmierczak, polski kierowca wyścigowy i rajdowy
  - Frank Wörndl, niemiecki narciarz alpejski
- 29 czerwca:
  - Mike Bauer, amerykański tenisistka
  - Elżbieta Lanc, polska nauczycielka, polityk, wicewojewoda mazowiecki
  - Piotr Mucharski, polski dziennikarz, publicysta
- 30 czerwca:
  - Barbara Comstock, amerykańska polityk, kongreswoman
  - Vincent D’Onofrio, amerykański aktor, reżyser i producent filmowy, pisarz, piosenkarz pochodzenia włoskiego
  - Muhammad ibn Najif, saudyjski książę, polityk
  - Brendan Perry, brytyjski muzyk, wokalista, kompozytor, członek zespołu Dead Can Dance
  - Victor Wagner, brazylijski aktor
- 1 lipca:
  - Mohamed Lemine Ould Guig, mauretański polityk, premier Mauretanii
  - Dale Midkiff, amerykański aktor
  - Eliška Richtrová, czeska szachistka
  - Anne Smith, amerykańska tenisistka
- 2 lipca:
  - Cristian Diaconescu, rumuński prawnik, polityk, dyplomata
  - Kelly Emberg, amerykańska modelka
  - Wendy Lawrence, amerykańska komandor, astronautka
  - Mirandinha, brazylijski piłkarz, trener
  - Gian Singh, indyjski zapaśnik
  - Marek Żydowicz, polski historyk sztuki
- 3 lipca:
  - Stojan Dełczew, bułgarski gimnastyk
  - Janusz Józefowicz, polski choreograf, aktor, scenarzysta, reżyser teatralny
  - David Shore, kanadyjski pisarz, scenarzysta filmowy
  - Jacek Michał Szpak, polski rzeźbiarz, malarz, ceramik
- 4 lipca:
  - Victoria Abril, hiszpańska aktorka
  - Wojciech Adamczyk, polski aktor, reżyser teatralny i telewizyjny
  - Daniel Sturla, urugwajski duchowny katolicki, arcybiskup Montevideo, kardynał
- 5 lipca:
  - Marc Cohn, amerykański wokalista, pianista, kompozytor, autor tekstów, producent muzyczny pochodzenia żydowskiego
  - László Csongrádi, węgierski szablista
  - Hanif Khan, pakistański hokeista na trawie
  - Jerzy Marek Nowakowski, polski dziennikarz, historyk, publicysta, dyplomata
  - Gertrúd Stefanek, węgierska florecistka
  - Wolfgang Stock, niemiecki dziennikarz, publicysta
  - Heidi Westphal, niemiecka wioślarka
  - Hanna Węgrzynek, polska historyk
- 6 lipca:
  - Richard Dacoury, francuski koszykarz, pochodzący z Wybrzeża Kości Słoniowej
  - Rafał Dutkiewicz, polski samorządowiec, prezydent Wrocławia
  - Mike Hallett, brytyjski snookerzysta, komentator telewizyjny
  - Ángela Vallina, hiszpańska polityk
- 7 lipca:
  - Billy Campbell, amerykański aktor
  - György Demeter, węgierski aktor, wokalista, muzyk, członek zespołów: Bergendy i Omega
  - Kerstin Knabe, niemiecka lekkoatletka, płotkarka
  - Barbara Krause, niemiecka pływaczka
  - Alessandro Nannini, włoski kierowca wyścigowy
  - Frode Rønning, norweski łyżwiarz szybki
  - Paweł Smoleński, polski dziennikarz, reporter, pisarz (zm. 2023)
  - Sylwester Sokolnicki, polski samorządowiec, burmistrz Serocka, starosta legionowski
  - Iwan Wasiunyk, ukraiński polityk
  - Ryszard Zarudzki, polski zootechnik, urzędnik państwowy
- 8 lipca:
  - Isabelo Abarquez, filipiński duchowny katolicki, biskup Calbayog
  - Robert Knepper, amerykański aktor
  - Leszek Kucharski, polski tenisista stołowy
- 9 lipca:
  - Jurij Iwanow, radziecki skoczek narciarski
  - Scott Garrett, amerykański polityk
  - Jim Kerr, szkocki wokalista, członek zespołu Simple Minds
  - Antoni Konopka, polski samorządowiec, wicemarszałek województwa opolskiego
  - Kevin Nash, amerykański wrestler
  - D.H. Peligro, amerykański perkusista, członek zespołów: Dead Kennedys, Red Hot Chili Peppers, Nailbomb, The Feederz i SSI (zm. 2022)
  - Derek Twigg, brytyjski polityk
- 10 lipca:
  - Władysław Dajczak, polski inżynier, samorządowiec, polityk, senator RP
  - Zbigniew Kraszewski, polski perkusista, członek zespołów: Kombi, TSA i O.N.A.
  - Dominicus Meier, niemiecki duchowny katolicki, biskup Osnabrücku
  - Rimantas Mikaitis, litewski polityk, samorządowiec
  - Davis Phinney, amerykański kolarz szosowy i przełajowy
  - Luc Pillot, francuski żeglarz sportowy
  - Anjani Thomas, amerykańska piosenkarka, kompozytorka
  - Roman Ziobro, polski basista, członek zespołu Stare Dobre Małżeństwo
- 11 lipca:
  - Heidi-Elke Gaugel, niemiecka lekkoatletka, sprinterka
  - Jacques Lüthy, szwajcarski narciarz alpejski
  - Jan Maćkowiak, polski samorządowiec, wicemarszałek województwa świętokrzyskiego
  - Tobias Moretti, austriacki aktor
  - Jovica Nikolić, serbski piłkarz, trener
  - Tokia Saïfi, francuska polityk pochodzenia algierskiego
  - Richie Sambora, amerykański gitarzysta, wokalista, autor tekstów, producent muzyczny
  - Lawrence Stroll, kanadyjski miliarder pochodzenia żydowskiego
  - Suzanne Vega, amerykańska piosenkarka, kompozytorka, autorka tekstów
- 12 lipca:
  - Dawid Cur, izraelski policjant, wojskowy, przedsiębiorca, polityk
  - Nataniel (Krykota), ukraiński biskup prawosławny
  - Johann Luif, austriacki generał porucznik, polityk
  - Daniel Makowiecki, polski archeolog, archeozoolog
  - Wiesław Janusz Mikulski, polski poeta
  - Emił Stojanow, bułgarski dziennikarz, wydawca, działacz kulturalny
  - Tupou VI, król Tonga
  - Rolonda Watts, amerykańska aktorka
- 13 lipca:
  - Richard Leman, brytyjski hokeista na trawie
  - Eben Moglen, brytyjski prawnik
  - Paweł Stempin, polski szachista
- 14 lipca:
  - Peter Angerer, niemiecki biathlonista
  - Susana Martinez, amerykańska prawnik, polityk pochodzenia meksykańskiego, gubernator stanu Nowy Meksyk
  - Władimir Nikitin, rosyjski biegacz narciarski
  - Lahcen Ouadani, marokański piłkarz
- 15 lipca:
  - Marian Blecharczyk, polski samorządowiec, polityk, poseł na Sejm RP
  - Damiano Giulio Guzzetti, włoski duchowny katolicki, biskup Moroto w Ugandzie
  - Vincent Lindon, francuski aktor, reżyser i scenarzysta filmowy
- 16 lipca:
  - Waldemar Doskocz, polski kierowca rajdowy
  - Anna Gotz-Więckowska, polska okulistka, doktor habilitowany medycyny
  - Kari Härkönen, fiński biegacz narciarski
  - Jürgen Ligi, estoński polityk
  - Artur Stopka, polski duchowny katolicki, dziennikarz
  - Gerd Wessig, niemiecki lekkoatleta, skoczek wzwyż
- 17 lipca:
  - Alfred Achermann, szwajcarski kolarz szosowy
  - Baltazar, brazylijski piłkarz
  - Konstandinos Tasulas, grecki prawnik, polityk, przewodniczący parlamentu Hellenów
- 18 lipca:
  - Ihor Artymowicz, ukraiński piłkarz, trener
  - Raimondo Fassa, włoski prawnik, nauczyciel akademicki, polityk
  - Atanasios Konstandinu, grecki generał, lekarz, polityk
  - Ilson de Jesus Montanari, brazylijski duchowny katolicki, arcybiskup, sekretarz Kongregacji ds. Biskupów
- 19 lipca:
  - Laurent Biondi, francuski kolarz szosowy i torowy
  - Vigdis Hjorth, norweska pisarka
  - Wiktor Spasow, ukraiński lekkoatleta, tyczkarz
- 20 lipca – Janusz Pawłowski, polski judoka
- 21 lipca:
  - Joe Ludwig, australijski polityk pochodzenia niemieckiego
  - Teresa Morais, portugalska prawnik, polityk
- 22 lipca:
  - César Ferioli, hiszpański autor komiksów
  - Andriej Sidorienko, rosyjsko-białoruski hokeista, trener
- 23 lipca:
  - Pedro Aznar, argentyński muzyk, wokalista
  - Waldy Dzikowski, polski polityk, poseł na Sejm RP
  - Michele Emiliano, włoski polityk, prezydent Apulii
  - Li Qiang, chiński polityk, premier ChRL
  - Wojciech Skibiński, polski aktor
  - Krzysztof Smela, polski samorządowiec, starosta częstochowski
  - Mauro Zuliani, włoski lekkoatleta, sprinter
- 24 lipca:
  - Krystyna Kozanecka, polska aktorka (zm. 2013)
  - Ana Pešikan, serbska psycholog, polityk
  - Viktor Uspaskich, litewski przedsiębiorca, polityk pochodzenia rosyjskiego
  - Saskia Vester, niemiecka aktorka
  - Shawn Weatherly, amerykańska aktorka, zwyciężczyni konkursów piękności
  - Roland Wetzig, niemiecki bobsleista
- 25 lipca:
  - Jan Kondrak, polski wokalista, kompozytor, autor tekstów
  - Anatol Kulaszou, białoruski oficer milicji, polityk, minister spraw wewnętrznych
- 26 lipca:
  - Gary Honey, australijski lekkoatleta, skoczek w dal, trójskoczek i sprinter
  - Tom McGowan, amerykański aktor
  - Andrzej Skorupa, polski siatkarz
  - Hiroshi Soejima, japoński piłkarz
  - Kevin Spacey, amerykański aktor, reżyser i producent filmowy
  - Bogdan Szlachta, polski prawnik, członek Trybunału Stanu
- 27 lipca:
  - Magdi Abdelghani, egipski piłkarz
  - Sergio Berlato, włoski polityk
  - Antonio Fallica, włoski duchowny katolicki
  - Piotr Konitz, polski piłkarz ręczny, trener
  - Keijo Kousa, fiński piłkarz
  - Marek Sierocki, polski dziennikarz muzyczny, prezenter telewizyjny, konferansjer
  - Carlos Vila Nova, saotomejski polityk, prezydent Wysp Świętego Tomasza i Książęcej
  - Andrzej Zyguła, polski ekonomista, samorządowiec, burmistrz Otwocka
- 28 lipca:
  - Grzegorz Górniak, polski polityk, rolnik, poseł na Sejm RP
  - William T. Vollmann, amerykański pisarz, dziennikarz
- 29 lipca:
  - Sanjay Dutt, indyjski aktor
  - Mike McGee, amerykański koszykarz
  - John Sykes, amerykański gitarzysta, wokalista, członek zespołów: Streetfighter, Tygers of Pan Tang, Badlands, Thin Lizzy, Whitesnake i Blue Murder(inne języki) (zm. 2025)
- 30 lipca:
  - Abdullah, sułtan stanu Pahang, król Malezji
  - Petra Felke, niemiecka lekkoatletka, oszczepniczka
- 31 lipca:
  - Wilmar Cabrera, urugwajski piłkarz
  - Andrew Marr, brytyjski dziennikarz, prezenter telewizyjny, pisarz, autor filmów dokumentalnych
  - Zbigniew Płatek, polski kolarz szosowy
- 1 sierpnia:
  - Karl Borsch, niemiecki duchowny katolicki, biskup pomocniczy Akwizgranu
  - Joe Elliott, brytyjski muzyk, wokalista, członek zespołu Def Leppard
  - Ljudmila Novak, słoweńska nauczycielka, polityk
  - Yoshihide Ōtomo, japoński gitarzysta awangardowy, turntablista, kompozytor
  - Roman Radziwonowicz, polski dyrygent, wokalista pochodzenia ukraińskiego
  - Joe Stillman, amerykański scenarzysta, producent i reżyser
  - Jan Henrik Swahn, szwedzki pisarz, tłumacz
- 2 sierpnia:
  - Victoria Jackson, amerykańska aktorka komediowa, piosenkarka
  - Apollonia Kotero, amerykańska aktorka, piosenkarka, modelka, projektantka, menedżerka pochodzenia meksykańskiego
  - Henrik Overgaard-Nielsen, duńsko-brytyjski stomatolog, związkowiec, polityk
  - Marian Poślednik, polski polityk, poseł na Sejm i senator RP
  - Marek Rocławski, polski kompozytor, pianista, dyrygent
  - Dimitrios Tanopulos, grecki zapaśnik
- 3 sierpnia:
  - Ryszard Demczuk, polski kontradmirał
  - John C. McGinley, amerykański aktor, producent i scenarzysta filmowy
  - Kōichi Tanaka, japoński chemik, laureat Nagrody Nobla
  - Janusz Zarenkiewicz, polski bokser
- 4 sierpnia:
  - Gerardo Alminaza, filipiński duchowny katolicki, biskup San Carlos
  - Renata Danel, polska piosenkarka, kompozytorka, autorka tekstów, pedagog
  - John Gormley, irlandzki nauczyciel, samorządowiec, polityk
  - Mark Kerry, australijski pływak
  - Małgorzata Zielińska, polska urzędniczka państwowa
- 5 sierpnia:
  - Mark Cendrowski, amerykański reżyser telewizyjny pochodzenia polskiego
  - Pat Smear, amerykański gitarzysta, członek zespołów: The Germs, Nirvana i Foo Fighters
- 6 sierpnia:
  - Grant Aleksander, amerykański aktor, reżyser filmowy
  - Guy Kolelas, kongijski polityk i ekonomista, minister rybołówstwa oraz służby publicznej i reformy państwa, kandydat na prezydenta (zm. 2021)
  - Darwin Rudy Andino Ramírez, honduraski duchowny katolicki, biskup pomocniczy Tegucigalpy, biskup Santa Rosa de Copán
- 7 sierpnia:
  - Stephen Chow Sau-yan, chiński duchowny rzymskokatolicki, biskup Hongkongu, kardynał
  - Edward Simoni, polsko-niemiecki muzyk, kompozytor
  - Walancina Żurauska, białoruska nauczycielka, polityk
- 8 sierpnia:
  - Konstantin Awierjanow, rosyjski historyk
  - Anna Belousovová, słowacka nauczycielka, polityk
  - Tomasz Hypki, polski inżynier lotnictwa, wydawca
  - Leonid Judasin, izraelski szachista, trener
  - Ronald Weigel, niemiecki lekkoatleta, chodziarz
- 9 sierpnia:
  - Hałyna Hereha, ukraińska przedsiębiorca, samorządowiec i miliarderka
  - Eda Ostrowska, polska poetka
  - Idrissa Seck, senegalski polityk, premier Senegalu
  - Tadeusz Skorupa, polski przedsiębiorca, polityk, senator RP
- 10 sierpnia:
  - Rosanna Arquette, amerykańska aktorka, reżyserka i producentka filmowa
  - Waldemar Bonkowski, polski polityk, rolnik, przedsiębiorca, senator RP
  - Philippe Delrieu, francuski szablista
  - Marek Hawełko, polski szachista
- 11 sierpnia:
  - Zbigniew Borek, polski aktor
  - Martin Smolka, czeski kompozytor
  - Roland Vunuvung, papuaski duchowny katolicki
- 12 sierpnia:
  - Martin Bursík, czeski polityk
  - Leszek Iwanicki, polski piłkarz
  - Marian Kolasa, polski lekkoatleta, tyczkarz
  - Jerzy Kornowicz, polski kompozytor
  - Aldona Mickiewicz, polska malarka
  - Praveen Thipsay, indyjski szachista
  - Lynette Woodard, amerykańska koszykarka
- 13 sierpnia:
  - Sabine Becker, niemiecka łyżwiarka szybka
  - Maciej Grabowski, polski ekonomista, polityk, minister środowiska
  - Mikael Niemi, szwedzki pisarz
  - Ryszard Pagacz, polski polityk, samorządowiec, wicewojewoda małopolski
  - Andreas Ravelli, szwedzki piłkarz, trener
  - Thomas Ravelli, szwedzki piłkarz, bramkarz
- 14 sierpnia:
  - Bill Hagerty, amerykański polityk, senator
  - Marcia Gay Harden, amerykańska aktorka
  - Magic Johnson, amerykański koszykarz
  - Ryszard Komornicki, polski piłkarz
  - Marek Matuszewski, polski przedsiębiorca, polityk, poseł na Sejm RP
  - Heather Oakes, brytyjska lekkoatletka, sprinterka
- 15 sierpnia:
  - Scott Altman, amerykański pilot wojskowy, astronauta
  - Filep Karma, papuaski aktywista (zm. 2022)
  - Han Kulker, holenderski lekkoatleta, średnio- i długodystansowiec
  - Włodzimierz (Moroz), ukraiński biskup prawosławny
  - Daniel Rivera Kuzawka, urugwajski szachista
- 16 sierpnia:
  - Robert William Hackett, amerykański pływak
  - Dennis Koslowski, amerykański zapaśnik
  - Duane Koslowski, amerykański zapaśnik (zm. 2025)
  - Dennis Sigalos, amerykański żużlowiec
- 17 sierpnia:
  - Jonathan Franzen, amerykański pisarz, eseista
  - Jacek Kazimierski, polski piłkarz, bramkarz, trener
  - Kate McNeil, amerykańska aktorka
  - Małgorzata Ewa Muc-Wierzgoń, polska lekarka, prof. dr hab. n. med
  - Eric Schlosser, amerykański dziennikarz pochodzenia żydowskiego
  - Ryszard Tomczyk, polski polityk, poseł na Sejm RP
- 18 sierpnia:
  - Rik Daems, belgijski i flamandzki polityk
  - Marceli (Mihăescu), mołdawski biskup prawosławny
  - Leszek Żentara, polski aktor
- 19 sierpnia:
  - Pamela Fryman, amerykańska reżyserka i producentka telewizyjna
  - Waldemar Obłoza, polski aktor
  - Ricky Pierce, amerykański koszykarz
- 20 sierpnia:
  - Ants Frosch, estoński prawnik, dyplomata
  - Krzysztof Pawlina, polski duchowny katolicki, teolog, poeta
  - Eugenia Więcek, polska lekkoatletka, wieloboistka
- 21 sierpnia:
  - Margaret Gardiner, południowoafrykańska dziennikarka, zdobywczyni tytułu Miss Universe
  - Ho Bong-chol, północnokoreański sztangista
  - Jeff Lampkin, amerykański bokser
- 22 sierpnia:
  - Denise Curry, amerykańska koszykarka, trenerka
  - Jacek Dąbała, polski specjalista w zakresie mediów, komunikowania i literatury
  - Janusz Kubot, polski piłkarz, trener
  - Mark Williams, brytyjski aktor
  - Bogumił Zych, polski harcmistrz, instruktor harcerski, polityk, poseł na Sejm RP
- 23 sierpnia:
  - Juan Barbas, argentyński piłkarz
  - Edwyn Collins, szkocki muzyk i wokalista rockowy
  - Jorge Antônio Putinatti, brazylijski piłkarz
- 24 sierpnia:
  - Michael Andersson, szwedzki piłkarz, trener
  - Krzysztof Frankowski, polski piłkarz
  - Rodrigo García, kolumbijski reżyser, scenarzysta i producent filmowy i telewizyjny
  - Wes Matthews, amerykański koszykarz
- 25 sierpnia:
  - Michał Batory, polski plakacista
  - Franco Chioccioli, włoski kolarz szosowy
  - Maryse Justin, maurytyjska lekkoatleta, olimpijka (zm. 1995)
  - Sönke Wortmann, niemiecki reżyser i producent filmowy
- 26 sierpnia:
  - Kathryn Hire, amerykańska komandor US Navy, astronautka
  - Thomas Kroth, niemiecki piłkarz
  - Adam Pęzioł, polski polityk, wojewoda opolski
  - Michael Rohde, amerykański szachista
  - Stanisław Tomczyszyn, polski samorządowiec, wicemarszałek województwa lubuskiego
  - Stan Van Gundy, amerykański trener koszykarski
- 27 sierpnia:
  - Anna Azari, izraelska dyplomatka
  - Gerhard Berger, austriacki kierowca wyścigowy
  - Frank Duffy, szkocki curler (zm. 2010)
  - Zdzisław Hoffmann, polski lekkoatleta, trójskoczek
  - Peter Mensah, amerykański aktor
  - Mary Miller, amerykańska polityk, kongreswoman
  - Yves Rossy, szwajcarski pilot wojskowy
  - Jeanette Winterson, brytyjska pisarka, feministka
- 28 sierpnia:
  - Václav Burian, czeski prozaik, poeta, publicysta, tłumacz (zm. 2014)
  - Jim Fitzpatrick, amerykański aktor, reżyser, scenarzysta i producent filmowy
  - John Allen Nelson, amerykański aktor, scenarzysta i producent filmowy i telewizyjny
  - Brian Thompson, amerykański aktor
- 29 sierpnia:
  - Milivoj Bebić, chorwacki piłkarz wodny
  - Rebecca De Mornay, amerykańska aktorka, reżyserka i producentka filmowa i telewizyjna
  - Ramón Díaz, argentyński piłkarz, trener
  - Wiesław Goliat, polski piłkarz ręczny, bramkarz (zm. 2024)
  - Chris Hadfield, kanadyjski pilot wojskowy, astronauta
- 30 sierpnia:
  - Hamad ibn Dżasim ibn Dżabr Al Sani, katarski polityk, premier Kataru
  - Roland Grapow, niemiecki gitarzysta
  - Danica Grujičić, serbska lekarka
  - Janusz Stalmierski, polski kompozytor
- 31 sierpnia:
  - Sali Bashota, amerykański poeta, prozaik, krytyk literacki
  - Michał Szymański, polski astronom
- 1 września:
  - Barbara Baran, polska lekkoatletka, skoczkini w dal
  - Neli Topałowa, bułgarska aktorka, polityk
- 2 września – Guy Laliberté, kanadyjski przedsiębiorca
- 3 września:
  - Ivars Eglītis, łotewski lekarz, polityk
  - Bernard Hebda, amerykański duchowny katolicki pochodzenia polskiego, biskup Gaylord, arcybiskup metropolita Saint Paul i Minneapolis
  - Jadwiga Kołdras-Gajos, polska hokeistka na trawie
  - Andrew Lawrence-King, brytyjski harfista, dyrygent
- 4 września:
  - Robbie Deans, nowozelandzki rugbysta, trener
  - Armin Kogler, austriacki skoczek narciarski
- 5 września:
  - Dorota Lulka, polska aktorka
  - Goran Marić, chorwacki ekonomista, nauczyciel akademicki, polityk
  - Waldemar Pawlak, polski polityk, wicepremier i premier RP
  - André Phillips, amerykański lekkoatleta, płotkarz
- 6 września:
  - Fernando Ciangherotti, meksykański aktor
  - Miodrag Krivokapić, czarnogórski piłkarz
  - Elżbieta Polak, polska działaczka samorządowa, polityk, marszałek województwa lubuskiego
- 7 września:
  - Alfreð Gíslason, islandzki piłkarz ręczny, trener
  - Siergiej Kudrin, amerykański szachista pochodzenia rosyjskiego
  - Thierry Péponnet, francuski żeglarz sportowy
  - Krzysztof Piasecki, polski gitarzysta, kompozytor, aranżer, pedagog
  - James Schamus, amerykański scenarzysta i producent filmowy pochodzenia żydowskiego
  - Oleg Sztefanko, rosyjski aktor pochodzenia ukraińskiego
  - Drew Weissman, amerykański biolog molekularny, laureat Nagrody Nobla
- 8 września:
  - Wiktor Czirkow, rosyjski admirał
  - Carlos Muñoz, meksykański piłkarz
  - Larry Spriggs, amerykański koszykarz
- 9 września:
  - Matti Rönkä, fiński dziennikarz, pisarz
  - Éric Serra, francuski kompozytor muzyki filmowej
  - Laurent Vial, szwajcarski kolarz szosowy
- 10 września:
  - Jason Grimes, amerykański lekkoatleta, skoczek w dal
  - Agustín Rodríguez Santiago, hiszpański piłkarz, bramkarz
- 11 września:
  - Bert Anciaux, belgijski i flamandzki prawnik, polityk
  - Tomasz Arceusz, polski piłkarz, menedżer piłkarski
  - Mirosław Guzowski, polski aktor
  - John Hawkes, amerykański aktor
  - Piotr Madajczyk, polski historyk
  - Anna Śliwińska, polska siatkarka
- 12 września:
  - Scott P. Brown, amerykański polityk, senator
  - Sigmar Gabriel, niemiecki polityk
  - Algimantas Šalna, litewski biathlonista
- 13 września:
  - Pavol Barabáš, słowacki filmowiec
  - Tomasz Bochiński, polski pisarz fantasy i science fiction
  - Aurora Heredia, peruwiańska siatkarka
- 14 września:
  - Anna Archibald, nowozelandzka narciarka alpejska, olimpijka
  - Gary Cady, brytyjski aktor
  - Mary Crosby, amerykańska aktorka
  - Morten Harket, norweski wokalista, członek zespołu A-ha
  - Ferenc Hegedűs, węgierski szpadzista
  - Ireneusz Kłos, polski siatkarz, trener
  - Grzegorz Piątkowski, polski scenograf filmowy
- 15 września:
  - Siergiej Abramow, rosyjski hokeista, trener
  - Andreas Eschbach, niemiecki pisarz science fiction
  - Steffen Grummt, niemiecki lekkoatleta, wieloboista, bobsleista
  - Mark Kirk, amerykański polityk, senator
- 16 września:
  - Christian Frei, szwajcarski reżyser, scenarzysta, montażysta i producent filmowy.
  - Aleksandrs Obižajevs, łotewski lekkoatleta, tyczkarz
  - Victory Tischler-Blue, amerykańska gitarzystka, fotografka, aktorka reżyserka, scenarzystka i producentka filmowa
- 17 września:
  - Keith Cooke, amerykański aktor, kaskader
  - Janez Podobnik, słoweński polityk
  - Bogdan Zajączkowski, polski piłkarz ręczny, trener
- 18 września:
  - Ian Bridge, kanadyjski piłkarz, trener
  - Giuseppe Negri, włoski duchowny katolicki, biskup Santo Amaro
  - Andrzej Ochała, polski kardiolog
  - Mark Romanek, amerykański reżyser filmowy i teatralny pochodzenia żydowskiego
  - Ryne Sandberg, amerykański baseballista (zm. 2025)
  - Gilles Veissière, francuski sędzia piłkarski
  - Wu Shude, chiński sztangista
  - Petr Zgarba, czeski agronom, przedsiębiorca, polityk
- 19 września:
  - Marshall Jefferson, amerykański producent muzyczny
  - Jerzy Stanisław Majewski, polski historyk sztuki, dziennikarz, publicysta
  - Vladimír Maňka, słowacki inżynier, polityk
  - Diego Ormaechea, urugwajski rugbysta, trener
  - Jean-Jacques Urvoas, francuski prawnik, polityk
- 20 września:
  - Krzysztof Kajrys, polski piłkarz
  - José Melgar, boliwijski piłkarz
  - Lesley Thompson-Willie, kanadyjska wioślarka
- 21 września:
  - Andrzej Buncol, polski piłkarz
  - Andrzej Chmielewski, polski samorządowiec, wicewojewoda zachodniopomorski, burmistrz Drawna
  - Enrique Figaredo Alvargonzalez, hiszpański duchowny katolicki, prefekt apostolski Battambang
  - Romuald Starosielec, polski polityk i przedsiębiorca
- 22 września:
  - Mohamed Dionne, senegalski polityk, premier Senegalu (zm. 2024)
  - Witold Namyślak, polski samorządowiec, polityk, poseł na Sejm RP, burmistrz Lęborka
  - Jonas Pinskus, litewski wioślarz, przedsiębiorca, polityk
  - Andrija Popović, czarnogórski piłkarz wodny, polityk
- 23 września:
  - Jason Alexander, amerykański aktor
  - Stawros Ewagoru, cypryjski ekonomista, polityk
  - Hortência Marcari, brazylijska koszykarka
- 24 września:
  - Jan Dziedzic, polski generał brygady
  - Ana Mato, hiszpańska polityk
  - Marek Mikos, polski menedżer, dziennikarz, publicysta, pisarz, dyrektor teatru
  - Steve Whitmire, amerykański aktor-lalkarz
- 25 września:
  - Kai Erik Herlovsen, norweski piłkarz
  - Anna Janosz, polska dyrygent, profesor sztuk muzycznych
  - Marek Wilczyński, polski historyk (zm. 2023)
- 26 września:
  - Oscar Omar Aparicio Céspedes, boliwijski duchowny katolicki, arcybiskup Cochabamby
  - Tomasz Mysłek, polski polityk i publicystka
- 27 września:
  - Cosme Almedilla, filipiński duchowny katolicki, biskup Butuan
  - Miroslav Fryčer, czeski hokeista, trener i działacz hokejowy (zm. 2021)
  - Beth Heiden, amerykańska łyżwiarka szybka, kolarka szosowa
  - Mark Inglis, nowozelandzki wspinacz
  - Magdalena Valerio, hiszpańska prawnik, działaczka samorządowa, polityk
- 28 września:
  - Sylwester Dąbrowski, polski leśniczy, polityk, wicewojewoda mazowiecki
  - Ron Fellows, kanadyjski kierowca wyścigowy
  - Joanna Gleich, polsko-austriacka modelka
  - Angela Groothuizen, holenderska piosenkarka, aktorka
  - Steve Hytner, amerykański aktor
  - Gillian McKeith, szkocka dietetyczka, pisarka, prezenterka telewizyjna
  - Michael Scott, irlandzki pisarz
  - Mitchell Wiggins, amerykański koszykarz (zm. 2024)
- 29 września:
  - Philippe Caroit, francuski aktor i reżyser filmowy i telewizyjny
  - Jon Fosse, norweski pisarz, laureat Nagrody Nobla
  - Louis Mascarenhas, indyjski duchowny katolicki
  - Raf, włoski piosenkarz
- 30 września:
  - Xiomara Castro, honduraska polityk, prezydent Hondurasu
  - Fernand Kartheiser, luksemburski wojskowy, dyplomata i polityk
  - Elsemieke Hillen, holenderska hokeistka na trawie
  - José Luis Laguía, hiszpański kolarz szosowy
  - Ettore Messina, włoski trener koszykówki
  - Władimir Murawjow, kazachski lekkoatleta, sprinter
- 1 października:
  - Galina Jeniuchina, rosyjska kolarka torowa
  - Mirosław Kukliński, polski polityk, samorządowiec, poseł na Sejm RP, starosta tomaszowski
  - Youssou N’Dour, senegalski wokalista, perkusista
  - Marcos Alonso Peña, hiszpański piłkarz, trener (zm. 2023)
- 2 października:
  - Blanche Barton, amerykańska pisarka
  - Luis Fernández, francuski piłkarz, trener pochodzenia hiszpańskiego
- 3 października:
  - Jean-Jacques Démafouth, środkowoafrykański dowódca wojskowy, polityk
  - Cornelia Linse, niemiecka wioślarka
  - Maurizio Lupi, włoski samorządowiec, polityk
  - Greg Proops, amerykański aktor, komik
  - Carmen Russo, włoska aktorka, modelka, piosenkarka
  - Mikałaj Samasiejka, białoruski prawnik, sędzia, polityk
  - Karl Eirik Schjøtt-Pedersen, norweski polityk
  - Jack Wagner, amerykański aktor, piosenkarz
  - Wojciech Walczak, polski polityk (zm. 2023)
  - Stefan Zekorn, niemiecki duchowny katolicki, biskup Münster
- 4 października:
  - Francesco De Angelis, włoski samorządowiec, polityk
  - Valérie Fourneyron, francuska lekarka, działaczka samorządowa, polityk
  - Patxi López, baskijski i hiszpański polityk
  - Chris Lowe, brytyjski muzyk, wokalista, członek zespołu Pet Shop Boys
  - Tony Meo, angielski snookerzysta
- 5 października:
  - Laura Fogli, włoska lekkoatletka, maratonka
  - Éric Halphen, francuski prawnik i pisarz
  - Edward Soński, polski fotograf
- 6 października:
  - Lai Ching-te, tajwański polityk i lekarz
  - Brett Harvey, nowozelandzki rugbysta, działacz sportowy
  - William Lai, tajwański polityk, premier Tajwanu
  - Andrzej Słodkowski, polski reżyser filmów dokumentalnych, fotografik, działacz kultury
- 7 października:
  - Aleksander Adamczyk, polski aktor, mim, artysta kabaretowy
  - Simon Cowell, brytyjski łowca talentów, producent telewizyjny
- 8 października:
  - Nick Bakay, amerykański aktor, scenarzysta i producent filmowy i telewizyjny
  - Gaby Bußmann, niemiecka lekkoatletka, sprinterka i biegaczka średniodystansowa
  - Christin Cooper, amerykańska narciarka alpejska
  - Erik Gundersen, duński żużlowiec
  - Claude Michely, luksemburski kolarz szosowy i przełajowy (zm. 2023)
  - Carlos Noriega, peruwiańsko-amerykański astronauta
  - Dzmitryj Surski, białoruski plakacista
- 9 października:
  - Bill Lee, amerykański polityk, gubernator stanu Tennessee
  - Giorgio Vanzetta, włoski biegacz narciarski
  - Rudolf Voderholzer, niemiecki duchowny katolicki, biskup Ratyzbony
- 10 października:
  - Marcelo Ebrard, meksykański polityk
  - Barbara Hund, niemiecko-szwajcarska szachistka
  - Gary Kemp, brytyjski aktor, muzyk, wokalista, autor tekstów, członek zespołu Spandau Ballet
  - Dominik Księski, polski nauczyciel, działacz społeczny, wydawca
  - Maya Lin, amerykańska architekt, artystka pochodzenia chińskiego
  - Randy Mamola, amerykański motocyklista wyścigowy
  - Wachid Masudow, kazachski piłkarz, trener pochodzenia czeczeńskiego
  - Derek Sikua, salomoński polityk, premier Wysp Salomona
  - Bradley Whitford, amerykański aktor
- 11 października:
  - Wayne Gardner, australijski motocyklista i kierowca wyścigowy
  - Bob Inglis, amerykański polityk
  - Krzysztof Lipiec, polski nauczyciel, polityk, senator i poseł na Sejm RP
  - Michiel Schapers, holenderski tenisista
- 12 października:
  - Joan Baptiste, brytyjska lekkoatletka, sprinterka
  - Suren Barseghian, ormiański trener piłkarski
  - Beate Peters, niemiecka lekkoatletka, oszczepniczka
  - Witold Pleskacz, polski elektronik
  - Marco Rizzo, włoski polityk
- 13 października:
  - Massimo Bonini, sanmaryński piłkarz
  - Charles Brown, amerykański duchowny katolicki, biskup, nuncjusz apostolski
  - Marie Osmond, amerykańska piosenkarka, aktorka
  - Rudolf Pierskała, polski duchowny katolicki, biskup pomocniczy opolski
  - Wayne Pygram, australijski aktor
- 14 października:
  - Joël Giraud, francuski polityk
  - Aleksiej Kasatonow, rosyjski hokeista, trener i działacz hokejowy
  - Ireneusz Kłos, polski siatkarz, trener
  - Vilius Navickas, litewski inżynier, przedsiębiorca, polityk, samorządowiec, mer Wilna
  - Sandra Torres, gwatemalska polityk, pierwsza dama
- 15 października:
  - Stephen Clarke, brytyjski pisarz, dziennikarz
  - Sarah Ferguson, księżna Yorku
  - Todd Solondz, amerykański aktor, reżyser i scenarzysta filmowy pochodzenia żydowskiego
- 16 października:
  - Andrzej Drzewiński, polski fizyk, pisarz science fiction
  - Thomas Eriksson, szwedzki biegacz narciarski
  - Jerzy Kwieciński, polski polityk, minister finansów
  - Martin Sacks, australijski aktor, reżyser telewizyjny
  - Erkki-Sven Tüür, estoński kompozytor
  - John Whittingdale, brytyjski polityk
- 17 października:
  - Ameenah Gurib-Fakim, maurytyjska polityk, prezydent Mauritiusa
  - Eugenio Hernández Flores, meksykański polityk
  - Norm Macdonald, kanadyjski komik, aktor, scenarzysta filmowy i telewizyjny (zm. 2021)
- 18 października:
  - Kirby Chambliss, amerykański pilot akrobacyjny
  - Mauricio Funes, salwadorski dziennikarz, polityk, prezydent Salwadoru (zm. 2025)
  - Tatjana Kołpakowa, kirgiska lekkoatletka, skoczkini w dal
  - Miłczo Manczewski, macedoński reżyser i scenarzysta filmowy i telewizyjny
  - Zdzisław Raczyński, polski historyk
- 19 października:
  - Mario de Jesús Álvarez Gómez, kolumbijski duchowny katolicki, biskup Istamina-Tadó
  - Wissarion (Bălțat), rumuński duchowny prawosławny, biskup Tulczy
  - Nir Barkat, izraelski major, przedsiębiorca, samorządowiec, polityk
  - Dario Franceschini, włoski polityk
  - Mike Jackel, niemiecki koszykarz
  - Ralf Lau, niemiecki szachista
  - Riccardo Nencini, włoski polityk
  - Rafael Rafaj, słowacki dziennikarz, polityk
- 20 października:
  - Andreas Ehrig, niemiecki łyżwiarz szybki
  - Alaksandr Hołownia, białoruski piłkarz
  - Fabienne Keller, francuska urzędniczka, działaczka samorządowa, polityk
  - Sandra Le Poole, holenderska hokeistka na trawie
  - Jonasz (Paffhausen), amerykański duchowny prawosławny pochodzenia niemieckiego, zwierzchnik Kościoła prawosławnego w Ameryce
  - Henning Thorsen, duński trójboista siłowy, strongman
- 21 października:
  - George Bell, dominikański baseballista
  - Sérgio da Rocha, brazylijski duchowny katolicki, arcybiskup metropolita Brasílii, kardynał
  - Kevin Sheedy, irlandzki piłkarz
  - Ken Watanabe, japoński aktor
- 22 października:
  - Jerzy Mazgaj, polski przedsiębiorca
  - Grażyna Oliszewska, polska lekkoatletka, sprinterka
  - Lawrie Sanchez, północnoirlandzki piłkarz, trener pochodzenia ekwadorskiego
  - Kazimierz Szymanowski, polski prozaik, poeta
  - Michel Vion, francuski narciarz alpejski
- 23 października:
  - Walter Pichler, niemiecki biathlonista
  - Sam Raimi, amerykański aktor, reżyser, scenarzysta i producent filmowy pochodzenia żydowskiego
  - Weird Al Yankovic, amerykański muzyk, satyryk, parodysta
- 24 października:
  - Brad Johnson, amerykański aktor, model (zm. 2022)
  - Annette Vilhelmsen, duńska nauczycielka, polityk
  - Jouni Yrjölä, fiński szachista
  - Jarosław Zalesiński, polski poeta, dziennikarz, działacz oświatowy
- 25 października:
  - Ratko Dostanić, serbski piłkarz, trener
  - Marc Hauser, amerykański biolog ewolucyjny
  - Sierik Konakbajew, kazachski bokser
- 26 października:
  - François Chau, aktor pochodzący z Kambodży
  - Dariusz Jakubowski, polski aktor
  - Evo Morales, boliwijski polityk, prezydent Boliwii
- 27 października:
  - Rick Carlisle, amerykański koszykarz, trener
  - Michał Janocha, polski duchowny katolicki, biskup pomocniczy warszawski
  - Małgorzata Kaczmarska, polska aktorka
  - Brian Pockar, kanadyjski łyżwiarz figurowy (zm. 1992)
  - Zdzisław Sipiera, polski nauczyciel, samorządowiec, polityk, wojewoda mazowiecki
- 28 października:
  - Aleksander Chećko, polski dziennikarz, publicysta, dyplomata
  - Jarosław Dunaj, polski aktor
  - Toshio Masuda, japoński kompozytor
  - Peter Pacult, austriacki piłkarz, trener
  - Angela Schneider, kanadyjska wioślarka
  - Randy Wittman, amerykański koszykarz, trener
- 29 października:
  - Finola Hughes, brytyjska aktorka, prezenterka telewizyjna, tancerka, reżyserka i producentka filmowa
  - Kuniharu Nakamoto, japoński piłkarz
  - John Magufuli, tanzański polityk, prezydent Tanzanii (zm. 2021)
  - Katarzyna Skórzyńska, polska urzędniczka państwowa, dyplomatka
- 30 października:
  - Marc Alexandre, francuski judoka
  - Zabou Breitman, francuska aktorka, reżyserka i scenarzystka filmowa
  - Glenn Hysén, szwedzki piłkarz
  - Alina Jaroszewicz, polska dziennikarka, redaktorka, działaczka kulturalna i oświatowa na Białorusi
  - Richard LaGravenese, amerykański scenarzysta i reżyser filmowy
  - Antoni Mironowicz, polski historyk, działacz społeczny pochodzenia białoruskiego
- 31 października:
  - Ludomir Chronowski, polski szpadzista
  - Ewa Głódź, polska lekkoatletka, biegaczka średniodystansowa
  - Mats Näslund, szwedzki hokeista
  - Neal Stephenson, amerykański pisarz science fiction
- 1 listopada:
  - Susanna Clarke, brytyjska pisarka fantasy
  - Stanisław Gogacz, polski polityk, wicemarszałek województwa lubelskiego
- 2 listopada:
  - Ted Kitchel, amerykański koszykarz
  - Saïd Aouita, marokański lekkoatleta, średnio- i długodystansowiec
  - Nenad Čanak, serbski ekonomista, polityk
  - Wolfram Gambke, niemiecki lekkoatleta, oszczepnik
  - William Goldenberg, amerykański montażysta filmowy
  - Marek Komorowski, polski radca prawny, samorządowiec, polityk, senator RP
  - Peter Mullan, szkocki aktor, reżyser i scenarzysta filmowy
- 3 listopada:
  - Tadeusz Bronakowski, polski duchowny katolicki, biskup pomocniczy łomżyński
  - Hal Hartley, amerykański reżyser i scenarzysta filmowy, kompozytor
  - Matthias König, niemiecki duchowny katolicki, biskup pomocniczy Paderborn
- 4 listopada:
  - César Évora, kubański aktor
  - Ken Kirzinger, kanadyjski aktor
  - Boris Trajanow, macedoński śpiewak operowy (baryton)
- 5 listopada:
  - Bryan Adams, kanadyjski wokalista, gitarzysta, autor piosenek
  - Pierce O’Leary, irlandzki piłkarz
  - Wendy Sly, brytyjska lekkoatletka, biegaczka długodystansowa
  - Jimmy Vee, brytyjski kaskader, aktor
- 6 listopada:
  - Uwe Janson, niemiecki reżyser i scenarzysta filmowy
  - Christine de Veyrac, francuska prawnik, działaczka samorządowa, polityk
- 7 listopada:
  - John Anderson, irlandzki piłkarz
  - Alexandre Guimarães, kostarykański piłkarz, trener pochodzenia brazylijskiego
- 8 listopada:
  - Greg Burke, amerykański dziennikarz
  - Ferdinand Grapperhaus, holenderski prawnik, nauczyciel akademicki, polityk
- 9 listopada:
  - Krzysztof Koszarski, polski piłkarz, bramkarz
  - Guy Parmelin, szwajcarski polityk, prezydent Szwajcarii
  - Thomas Quasthoff, niemiecki śpiewak operowy (bas-baryton)
  - Halina Szymańska, polska urzędniczka państwowa i samorządowa, szefowa Kancelarii Prezydenta RP
  - Miroslav Táborský, czeski aktor
- 10 listopada:
  - Magomied-Gasan Abuszew, rosyjski zapaśnik
  - Andrzej Iwan, polski piłkarz (zm. 2022)
  - Ronald Kreer, niemiecki piłkarz
  - Peter Nicholas, walijski piłkarz, trener
  - Marthinus van Schalkwyk, południowoafrykański polityk
  - Andrzej Seremet, polski prawnik, sędzia, prokurator generalny
  - Mirosław Spychalski, polski pisarz, publicysta, autor filmów dokumentalnych
- 11 listopada:
  - Zygmunt Gosiewski, polski bokser
  - Lee Haney, amerykański kulturysta
  - Marcianne Mukamurenzi, rwandyjska lekkoatletka, biegaczka długodystansowa
- 12 listopada:
  - Alejandro Benna, argentyński duchowny katolicki, biskup pomocniczy Comodoro Rivadavia
  - Vincent Irizarry, amerykański aktor
  - Siergiej Stukaszow, rosyjski piłkarz, trener
- 13 listopada:
  - Caroline Goodall, brytyjska aktorka
  - Lene Hau, duńska fizyk
  - Hari Kostow, macedoński polityk, premier Macedonii
  - José Carlos Somoza, hiszpański pisarz pochodzenia kubańskiego
  - Stanisław Wziątek, polski pedagog, samorządowiec, polityk, wojewoda zachodniopomorski, poseł na Sejm RP
- 14 listopada:
  - Paul McGann, brytyjski aktor
  - Grażyna Seweryn, polska koszykarka
  - Dave Steen, kanadyjski lekkoatleta, wieloboista
  - Chris Woods, angielski piłkarz, bramkarz
- 15 listopada:
  - Timothy Creamer, amerykański pułkownik lotnictwa, astronauta
  - Tibor Fischer, brytyjski pisarz pochodzenia węgierskiego
  - Bogusław Grabowski, polski ekonomista
  - Ursula Konzett, liechtensteińska narciarka alpejska
  - Andrzej Krucz, polski aktor, dziennikarz
  - Tomas Riad, szwedzki językoznawca
  - Dhawee Umponmaha, tajski bokser
- 16 listopada:
  - Bert Cameron, jamajski lekkoatleta, sprinter
  - Bruno Feillet, francuski duchowny katolicki, biskup pomocniczy Reims
  - Julia Przyłębska, polska prawnik, sędzia, prezes TK
- 17 listopada:
  - Thomas Allofs, niemiecki piłkarz
  - David Clark, amerykański wioślarz
  - Terry Fenwick, angielski piłkarz
  - William R. Moses, amerykański aktor, producent filmowy
  - Juan Carlos Pérez Rojo, hiszpański piłkarz
  - Jaanus Tamkivi, estoński samorządowiec, polityk
  - Alexis Touably Youlo, iworyjski duchowny katolicki, biskup Agboville
- 18 listopada:
  - Michael Birkedal, duński piłkarz
  - Cindy Blackman, amerykańska perkusistka jazz-rockowa i rockowa
  - Andrzej Kołodziej, polski działacz opozycji antykomunistycznej
  - Boone Pultz, amerykański bokser
  - Jimmy Quinn, północnoirlandzki piłkarz, trener
  - Roman Rutkowski, polski związkowiec, polityk, poseł na Sejm RP
- 19 listopada:
  - Robert Barron, amerykański duchowny katolicki, biskup pomocniczy Los Angeles
  - Jo Bonner, amerykański polityk
  - Allison Janney, amerykańska aktorka
  - Elżbieta Kruk, polska polityk, poseł na Sejm RP, eurodeputowana
  - Monika Sznajderman, polska antropolog kultury, literatka, wydawczyni
- 20 listopada:
  - Terri Attwood, brytyjska bioinformatyk
  - Orlando Figes, brytyjski historyk, pisarz
  - Diane James, brytyjska działaczka samorządowa, polityk
  - Mario Martone, włoski scenarzysta, reżyser filmowy, teatralny i operowy
  - Ryszard Minkiewicz, polski śpiewak operowy (tenor), pedagog
  - Franz-Peter Tebartz-van Elst, niemiecki duchowny katolicki, biskup Limburga
  - Sean Young, amerykańska aktorka
- 21 listopada:
  - Lidia Kańtoch, polska lekkoatletka, wieloboistka
  - Tadeusz Kędziak, polski architekt, polityk, poseł na Sejm RP
  - Wiesław Szlachetka, polski duchowny katolicki, biskup pomocniczy gdański
- 22 listopada:
  - Frank McAvennie, szkocki piłkarz
  - Lenore Zann, australijsko-kanadyjska aktorka, polityk
  - Maciej Żukowski, polski ekonomista
- 23 listopada:
  - Maxwell Caulfield, brytyjsko-amerykański aktor
  - Wim De Coninck, belgijski piłkarz, bramkarz, trener
  - Jacek Prześluga, polski politolog, dziennikarz, specjalista w zakresie marketingu i public relations, menedżer
  - Eduardo Risso, argentyński rysownik komiksów
- 24 listopada:
  - Zeinab Badawi, brytyjska dziennikarka, prezenterka telewizyjna pochodzenia sudańskiego
  - Efraín Mendoza Cruz, meksykański duchowny katolicki, biskup pomocniczy Tlalnepantla
  - Anka Mrak-Taritaš, chorwacka architekt, polityk
  - Akio Ōtsuka, japoński aktor
  - Piotr Romke, polski piłkarz
- 25 listopada:
  - Raimund Baumschlager, austriacki kierowca rajdowy
  - Jim Bett, szkocki piłkarz
  - Harlem Désir, francuski polityk, eurodeputowany pochodzenia martynikańskiegp
  - Anka Georgiewa, bułgarska wioślarka, sterniczka
  - Francesca Gonshaw, brytyjska aktorka
  - Steve Rothery, brytyjski gitarzysta, członek zespołu Marillion
- 26 listopada:
  - Wagner Basílio, brazylijski piłkarz (zm. 2025)
  - Katarzyna Józefowicz, polska rzeźbiarka
  - Witold Wróblewski, polski inżynier, samorządowiec, wicemarszałek województwa warmińsko-mazurskiego, prezydent Elbląga
- 27 listopada:
  - Wiktorija Mułłowa, rosyjska skrzypaczka
  - Barbara Pieczeńczyk, polska lekkoatletka, skoczkini wzwyż
  - Aleksandr Połukarow, rosyjski piłkarz, trener pochodzenia ukraińskiego
  - Zvonko Varga, serbski piłkarz, trener
- 28 listopada:
  - Lorenzo Dellai, włoski samorządowiec, polityk
  - Maria Ernestam, szwedzka dziennikarka, pisarka
  - Miki Matsubara, japońska piosenkarka (zm. 2004)
  - Judd Nelson, amerykański aktor, producent i scenarzysta filmowy
  - František Raboň (ojciec), czeski kolarz torowy i szosowy
  - Stephen Roche, irlandzki kolarz szosowy
- 29 listopada:
  - Richard Borcherds, brytyjski matematyk
  - Nikołaj Czerniecki, rosyjski lekkoatleta, sprinter
  - Rahm Emanuel, amerykański polityk, kongresmen, burmistrz Chicago
  - Wojciech Łużny, polski fizyk
  - Mauro Ravnić, chorwacki piłkarz, bramkarz
  - Andris Teikmanis, łotewski prawnik, samorządowiec, polityk, burmistrz Rygi, dyplomata
  - Urs Zimmermann, szwajcarski kolarz szosowy
- 30 listopada:
  - Cherie Currie, amerykańska piosenkarka, aktorka
  - Sylvia Hanika, niemiecka tenisistka
  - Fatmir Koçi, albański reżyser, scenarzysta i producent filmowy
  - Andrzej Kruszewicz, polski ornitolog, podróżnik
  - Les Mayfield, amerykański reżyser filmowy i producent
  - András Veres, węgierski duchowny katolicki, biskup Szombathely
- 1 grudnia:
  - Vital Corbellini, brazylijski duchowny katolicki, biskup Maraby
  - Damian (Dawydow), ukraiński biskup prawosławny
  - Wiesław Rzońca, polski literaturoznawca
  - Marian Sołtysiewicz, polski polityk, socjolog, poseł na Sejm RP
  - Janusz Stawarz, polski piłkarz, trener
- 2 grudnia:
  - Felice Accrocca, włoski duchowny katolicki, arcybiskup Benewentu
  - Greg Barton, amerykański kajakarz
  - Paweł Iwaszkiewicz, polski flecista
  - Piotr Iwaszkiewicz, polski filolog klasyczny, dyplomata
  - Andrzej Kłopotek, polski polityk, poseł na Sejm RP (zm. 2015)
- 3 grudnia:
  - Mario Hernig, niemiecki kolarz torowy
  - Kathy Jordan, amerykańska tenisistka
  - Barbara Magiera, polska działaczka samorządowa, burmistrz Radlina
- 4 grudnia:
  - Paul McGrath, irlandzki piłkarz
  - Marcel Pavel, rumuński piosenkarz
  - Christa Rothenburger, niemiecka łyżwiarka szybka, kolarka torowa
- 5 grudnia – Ołeksandr Jarosławski, ukraiński przedsiębiorca, działacz piłkarski
- 6 grudnia:
  - Marek Chojnacki, polski piłkarz, trener
  - Michał Potoczny, polski inżynier hutnik, samorządowiec, polityk, senator RP
  - Nicolaus Adi Seputra, indonezyjski duchowny katolicki, arcybiskup Merauke
- 7 grudnia – William King, brytyjski pisarz fantasy i science fiction
- 8 grudnia:
  - Gabriel Gómez, kolumbijski piłkarz, trener
  - Jim Yong Kim, koreańsko-amerykański lekarz, antropolog, prezes Banku Światowego
  - Ołeksandr Liwszyc, ukraiński przedsiębiorca, działacz piłkarski
  - Luis Fernando Rodríguez Velásquez, kolumbijski duchowny katolicki, biskup pomocniczy Cali
- 9 grudnia:
  - José Luis Ábalos, hiszpański samorządowiec, polityk
  - Mario Cantone, amerykański aktor
  - Dieter Giebken, niemiecki kolarz torowy i szosowy
- 10 grudnia:
  - Mark Aguirre, amerykański koszykarz
  - John Ebebe Ayah, nigeryjski duchowny katolicki, biskup Uyo
  - Wolf Hoffmann, niemiecki muzyk heavymetalowy, lider zespołu Accept
  - Éric Pinel, francuski samorządowiec, polityk
  - Adam Rapacki, polski nadinspektor policji, urzędnik państwowy
- 11 grudnia:
  - Barbara Borzymowska, polska pisarka, poetka, tłumaczka, architekt, malarka, psycholog
  - Yoshiko Miyazaki, japońska aktorka
- 12 grudnia:
  - Krzysztof Bondaryk, polski funkcjonariusz służb specjalnych, były szef ABW
  - George Keys, nowozelandzki wioślarz
  - Aleksandra Komacka, polska koszykarka (zm. 2000)
  - Jacek Pelc, polski muzyk jazzowy
- 13 grudnia:
  - Ernesto Giobando, argentyński duchowny katolicki, biskup pomocniczy Buenos Aires
  - Euzébius Chinekezy Ogbonna Managwu, czadyjski duchowny katolicki, biskup Port-Gentil w Gabonie
  - Massimo Paolucci, włoski samorządowiec, polityk
  - Gabriela Roel, meksykańska aktorka
- 14 grudnia:
  - Chris Catalfo, amerykański zapaśnik
  - Nan Hayworth, amerykańska polityk
  - Hubert Meunier, luksemburski piłkarz
  - Laurenty (Myhowycz), ukraiński biskup prawosławny
  - Bob Paris, amerykański kulturysta, model
- 15 grudnia – Hugh Russell, irlandzki bokser (zm. 2023)
- 16 grudnia:
  - Colleen Jones, kanadyjska curlerka, prezenterka telewizyjna
  - Andrzej Lis, polski szpadzista
  - Nikołaj Tanasejczuk, rosyjsko-polski koszykarz, trener
  - Vladimír Václavek, czeski muzyk, kompozytor, wokalista, członek zespołów: Dunaj, E. Arminius, Klar i Rale
- 17 grudnia:
  - Gregg Araki, amerykański reżyser, scenarzysta, montażysta i producent filmowy pochodzenia japońskiego
  - Phillip Aspinall, australijski duchowny anglikański, arcybiskup Brisbane, prymas Kościoła Anglikańskiego Australii
  - Hattie Hayridge, brytyjska artystka kabaretowa, aktorka
  - Albert King, amerykański koszykarz
  - Henryk Wejman, polski duchowny katolicki, biskup pomocniczy szczecińsko-kamieński
- 18 grudnia:
  - Grant Marshall, brytyjski muzyk, założyciel zespołu Massive Attack
  - Pascal Wintzer, francuski duchowny katolicki, arcybiskup Poitiers
- 19 grudnia:
  - Mariusz Kalaga, polski piosenkarz
  - Marija Matios, ukraińska pisarka, poetka, polityk
  - Jonathan McKee, amerykański żeglarz sportowy
  - Edward Metgod, holenderski piłkarz, trener
  - Päivi Räsänen, fińska lekarka, polityk
  - Jolanta Rusiniak, polska prawnik, urzędniczka państwowa
  - Yasuhito Suzuki, japoński piłkarz, bramkarz
  - Iván Vallejo, ekwadorski wspinacz
  - Frank Zagarino, amerykański aktor, reżyser i scenarzysta filmowy
- 20 grudnia:
  - Jewhen Czerwonenko, ukraiński polityk
  - Jackie Fox, amerykańska basistka, autorka tekstów, członkini zespołu The Runaways
  - Scott Goodyear, kanadyjski kierowca wyścigowy
  - Hildegard Körner, niemiecka lekkoatletka, biegaczka średniodystansowa
  - Kazimierz Marcinkiewicz, polski polityk, poseł na Sejm i premier RP
  - Trent Tucker, amerykański koszykarz
- 21 grudnia:
  - Giorgio Diritti, włoski reżyser, scenarzysta i producent filmowy
  - Francesco Neri, włoski duchowny katolicki
  - Sergio Rubini, włoski aktor, reżyser filmowy
  - Kay Worthington, kanadyjska wioślarka
- 22 grudnia:
  - Nur ad-Din Badawi, algierski polityk, premier Algierii
  - Wolf Larson, kanadyjski aktor, scenarzysta filmowy pochodzenia niemieckiego
  - John Patitucci, amerykański muzyk jazzowy
  - Bernd Schuster, niemiecki piłkarz, trener
  - Zenon Wiśniewski, polski przedsiębiorca, polityk, poseł na Sejm RP
- 23 grudnia:
  - Victoire Tomegah Dogbé, togijska polityk, premier Togo
  - Luis Fernando Suárez, kolumbijski piłkarz, trener
  - Geoff Willis, brytyjski inżynier i projektant Formuły 1
- 24 grudnia:
  - Lee Daniels, amerykański producent i reżyser filmowy
  - Angelo Scuri, włoski florecista
  - Adam Urbanowski, polski chodziarz ultramaratoński
- 25 grudnia:
  - Michael P. Anderson, amerykański pilot wojskowy, fizyk, astronauta (zm. 2003)
  - Eirik Kvalfoss, norweski biathlonista
  - Mike Sweeney, kanadyjski piłkarz
- 26 grudnia:
  - Jan Glapiak, polski duchowny rzymskokatolicki, biskup pomocniczy poznański
  - Ramón Langa, hiszpański aktor
  - Hans Nielsen, duński żużlowiec
  - Wolfgang Rolff, niemiecki piłkarz, trener
  - Hirokazu Yagi, japoński skoczek narciarski, trener
- 27 grudnia – Jarosław Szlagowski, polski perkusista
- 28 grudnia:
  - Tomas Gustafson, szwedzki łyżwiarz szybki
  - Hansjörg Kunze, niemiecki lekkoatleta, długodystansowiec
  - Andy McNab, brytyjski wojskowy, pisarz
  - Paweł Przybylski, polski kierowca rajdowy
- 29 grudnia:
  - Patricia Clarkson, amerykańska aktorka
  - John Helt, duński piłkarz
  - Kevin Kenney, amerykański duchowny katolicki
  - László Kövér, węgierski polityk, przewodniczący Zgromadzenia Narodowego
- 30 grudnia:
  - Paul Jackson Jr., amerykański gitarzysta, kompozytor, producent muzyczny
  - Tracey Ullman, brytyjska piosenkarka, aktorka, scenarzystka, tancerka, pisarka
- 31 grudnia:
  - Małgorzata Breś, polska florecistka
  - Milan Janković, serbski piłkarz, trener
  - Val Kilmer, amerykański aktor, producent filmowy, teatralny i telewizyjny (zm. 2025)
  - Jana Oľhová, słowacka aktorka
  - Paul Roberts, brytyjski wokalista, kompozytor, członek zespołów: The Stranglers i Soulsec
  - Ondřej Trojan, czeski aktor, reżyser i producent filmowy
  - Baron Divavesi Waqa, naurański polityk, prezydent Nauru
  - Paul Westerberg, amerykański muzyk, wokalista, członek zespołu The Replacements
- data dzienna nieznana: 
  - Janusz Majcherek, polski krytyk teatralny
  - Maciej Miłobędzki, polski architekt
  - Bogusław Morka, polski tenor
  - Agnieszka Dutka, polska artystka sztuk wizualnych, graficzka, autorka
  - Ewa Gawin, polska pielęgniarka i świecka misjonarka
  - Agnieszka Jarzębowska, poetka, laureatka wielu konkursów literackich
  - Andrzej Kopacki, polski eseista, poeta, tłumacz

## Zdarzenia astronomiczne
- 8 kwietnia – obrączkowe zaćmienie Słońca
- 7 lipca – Wenus zakryła Regulusa, najjaśniejszą gwiazdę w gwiazdozbiorze Lwa. Zjawisko powtórzy się 1 października 2044 roku
- 2 października – całkowite zaćmienie Słońca
- 17 września – Pierwszy satelita szpiegowski Transit 1A

## Nagrody Nobla
- z fizyki – Emilio Segrè, Owen Chamberlain
- z chemii – Jaroslav Heyrovský
- z medycyny – Severo Ochoa de Albornoz, Arthur Kornberg
- z literatury – Salvatore Quasimodo
- nagroda pokojowa – Philip Noel-Baker

## Święta ruchome
- Tłusty czwartek: 5 lutego
- Ostatki: 10 lutego
- Popielec: 11 lutego
- Niedziela Palmowa: 22 marca
- Pamiątka śmierci Jezusa Chrystusa: 23 marca
- Wielki Czwartek: 26 marca
- Wielki Piątek: 27 marca
- Wielka Sobota: 28 marca
- Wielkanoc: 29 marca
- Poniedziałek Wielkanocny: 30 marca
- Wniebowstąpienie Pańskie: 7 maja
- Zesłanie Ducha Świętego: 17 maja
- Boże Ciało: 28 maja